# Musée des Beaux-Arts (Nîmes)
Das Musée des Beaux-Arts de Nîmes ist ein Anfang des 19. Jahrhunderts gegründetes Kunstmuseum in Nîmes, im Département Gard in der Region Okzitanien.

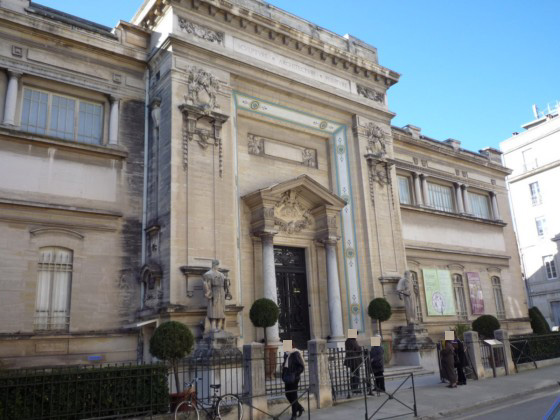

## Geschichte
Das Museum wurde 1821 in der Maison Carrée gegründet und beherbergte zunächst Werke der römischen Antike sowie einige Malereien. Als der Platz dafür zu klein wurde, wurde 1902 ein Architekturwettbewerb für die Realisierung eines neuen Gebäudes ausgerufen. Maximilien Raphel gewann den Wettbewerb. Die Arbeiten begannen 1903 und wurden 1907 abgeschlossen.
Das in der Rue de la Cité-Foulc befindliche Gebäude wurde 1987 von dem Architekten Jean-Michel Wilmotte renoviert.

## Sammlungen
Die Sammlung ist seit 1824 zusammengetragen worden. Private Sammlungen stockten die Museumssammlung auf. Beispielsweise das Vermächtnis von Robert Gower 1869 oder die Sammlung von Charles Tur 1948, oder solche von Künstlern und Kunstliebhabern.
Heute zählt die Sammlung 3600 Werke. In den drei Räumen der unteren Galerie kann man italienische Malerei von Jacopo Bassano (1515–1592) (Susanna und die Alten), Lelio Orsi (1511–1587), Andrea della Robbia (1435–1525) (Jungfrau mit Kind, genannt Madonna Foulc), Pier Francesco Mola und Giovanni Paolo Pannini betrachten.
In den sieben Räumen der oberen Galerie sind Werke der flämischen und holländischen Maler des 16. Jahrhunderts ausgestellt: Rubens (Porträt eines Mönchs), Carel Fabritius, Pieter Coecke van Aelst (1502–1550) und Leonaert Bramer. Außerdem sind die französischen Maler Sébastien Bourdon, Nicolas de Largillière und Hyacinthe Rigaud, Reynaud Levieux, Jean François de Troy (Schlafende Erntearbeiterin), Pierre Subleyras, François Boucher, Charles-Joseph Natoire und Xavier Sigalon, Paul Delaroche (Cromwell vor dem Sarg von Karl I.), Charles Jalabert, von dem das Museum eine Büste aus dem Jahr 1904 von dem Bildhauer Pierre-Nicolas Tourgueneff (1853–1912) besitzt.

### Malerei

#### Italienische Schule

##### 15. Jahrhundert
- Michele Giambono ( ? –1462): Mystische Vermählung der Heiligen Katharina von Alexandria (um 1430)
- Fra Filippo Lippi (1406–1469): Die Jungfrau Maria und der heilige Johannes der Täufer beten das Jesuskind an

16. Jahrhundert
- Jacopo Bassano (1515–1592): Susanna und die Alten (1585)
- Giovanni Capassini (Zuschreibung) (um 1510–1579): Heilige Familie mit dem Johannesknaben und der Heiligen Katharina
- Lorenzo di Credi (Werkstatt): Die mystische Vermählung der Heiligen Katharina von Alexandrien
- Prospero Fontana (1512–1597): Die Jungfrau mit dem Kind und dem Heiligen Peter und Paul (um 1537–1539)
- Giovanni Battista Moroni (1525–1578): Allegorie der Regierung und des Glücks, auch genannt: Die Verleumdung des Apelles
- Lelio Orsi (1511–1587): Grablege (um 1598)
- Benvenuto Tisi Garofalo (1481–1559): Die Geißelung Christi (um 1527), Die Jungfrau und das Jesuskind mit einer Heiligen Märtyrerin (um 1500–1510)

##### 17. Jahrhundert
- Gaspare Vazzano (1565–1630): Die wundersame Brotvermehrung (um 1600–1605)
- Pietro Bellotti (1625–1700): Alte Frau mit einem Totenschädel (zwischen 1674 und 1681)
- Francesco Cairo (1607–1665): Ermahnung der Heiligen Martha an die Heilige Maria Magdalena (um 1650–1655)
- Luca Giordano (1634–1705): Deïaneira und der Kentaur Nessus (um 1672–1674)
- Bartolomeo Guidobono (1654–1709): Anbetung der Hirten (um 1700, Zuschreibung), Heiligen Familie mit dem Johannesknaben (ums 1700)
- Giovanni Lanfranco (1582–1647): Verkündigung (um 1616)
- Giovanni Battista Langetti (1625–1676): Triumphierender Samson (um 1650–1660)
- Pier Francesco Mola (1612–1666): Anbetung der Hirten (1640–1650)
- Il Morazzone (1573–1626) (Schule): Der Tod der Lukrezia, Christus und die Ehebrecherin
- Mattia Preti (1613–1699): Jesus im Tempel (um 1640–1645)
- Matteo Rosselli (1578–1650) (Zuschreibung): Rabab lässt Spione aus Jericho entkommen (um 1630)
- Alessandro Salucci (1590–1657) (Zuschreibung): Der Tod der Dirke
- Scarsellino (1551–1620): Kindermord in Bethlehem (um 1600–1610)
- Elisabetta Sirani (1638–1665): Liberalitas (um 1657)
- Antonio Maria Vassallo (1615–1667): Interieur einer Küche (um 1635–1640); Spaziergang im Park (um 1635/1640); Heilige Familie mit heiligen Johannes der Täufer (um 1635)
- Gio Enrico Vaymer (1665–1738): Porträt des Paolo Gerolamo Franzone (1667)

##### 18. Jahrhundert
- Sebastiano Conca (1680–1764): Die Jungfrau überreicht dem Heiligen Dominikus den Rosenkranz (um 1740–1750)
- Giuseppe Maria Crespi (1665–1747): Bernardo Tolomeï unter den Opfern der schwarzen Pest in Siena in 1348 (um 1735)
- Michele Marieschi (1710–1744): Capriccio mit einem Tempel (um 1740); Capriccio mit Ruinen (um 1740)
- Giovanni Paolo Pannini (1691–1765): Predigt eines Apostels (1740–1750)

Italienische Schule
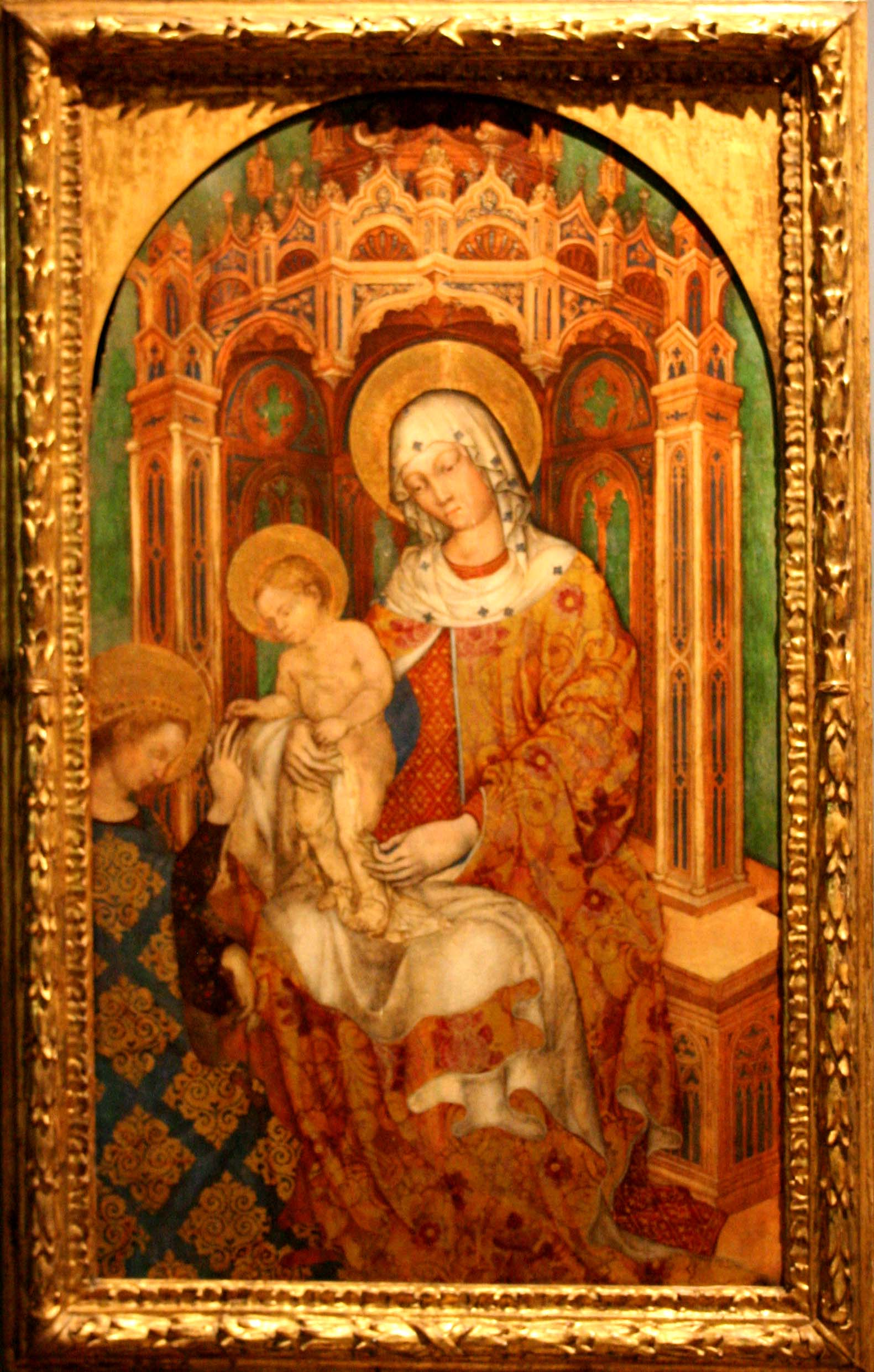
Michele Giambono, Mystische Vermählung der heiligen Katharina (um 1430).
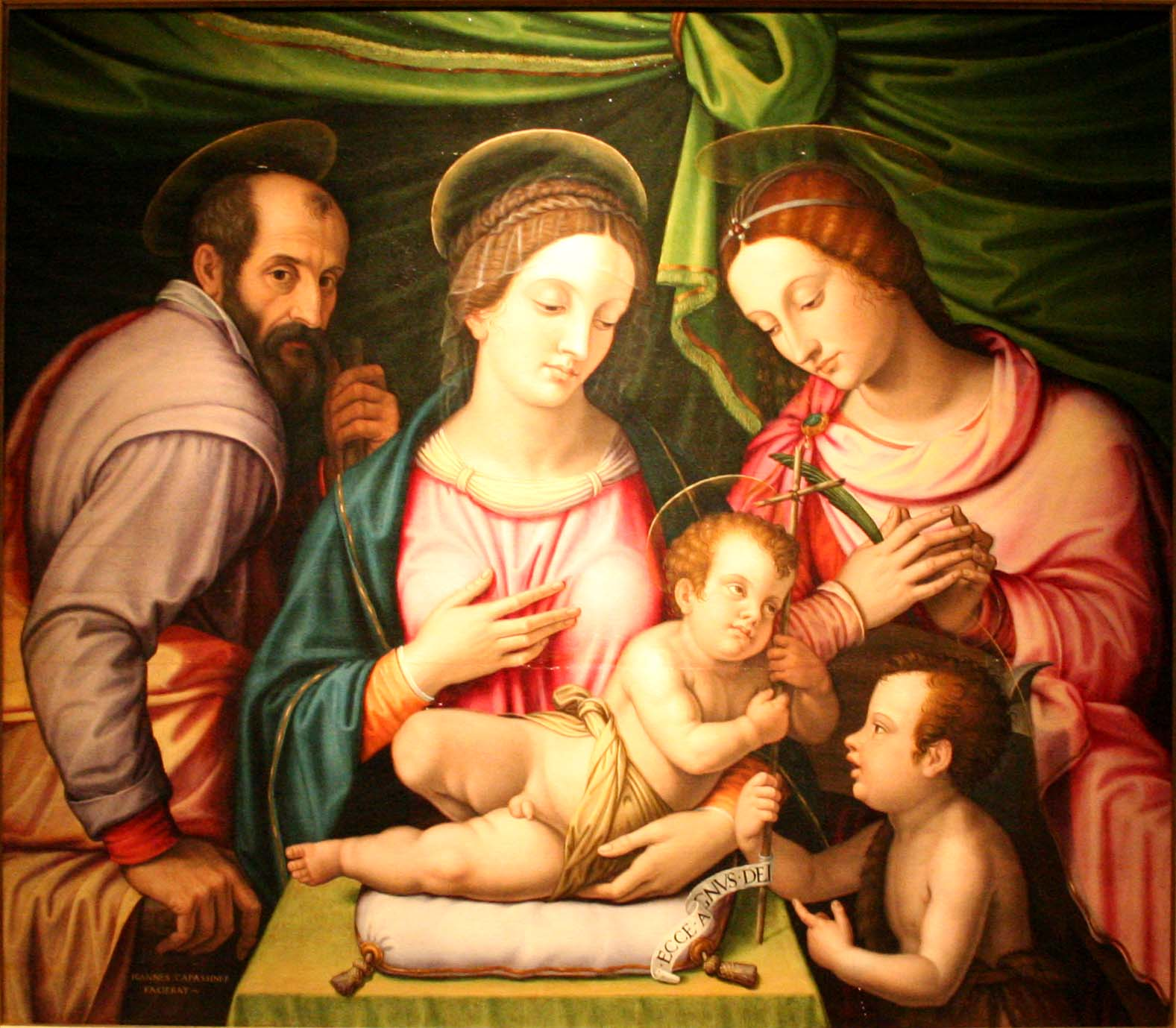
Giovanni Capassini, Heilige Familie mit dem Johannesknaben und der heiligen Katharina.
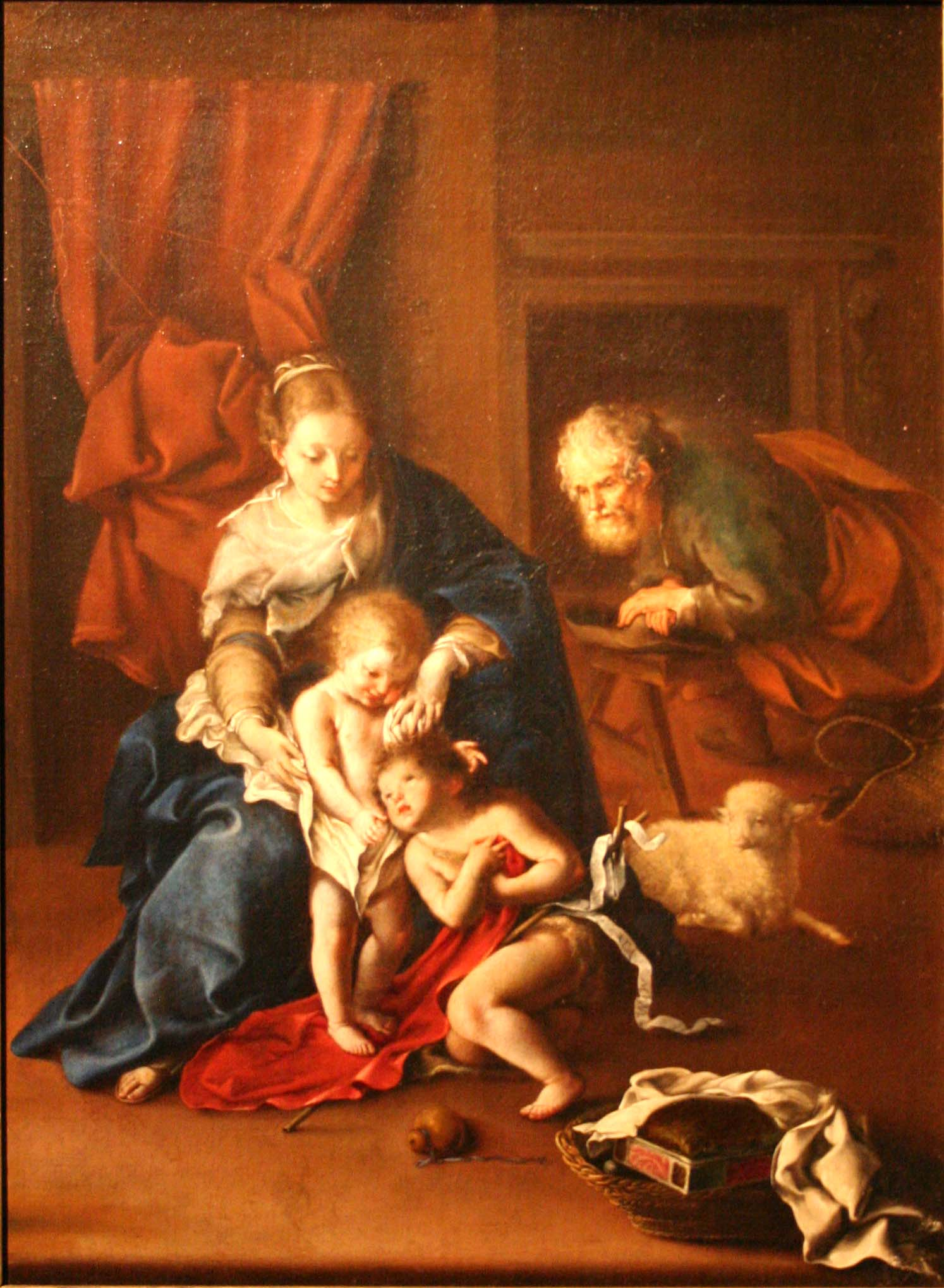
Bartolomeo Guidobono, Heilige Familie mit dem Johannesknaben (um 1700).
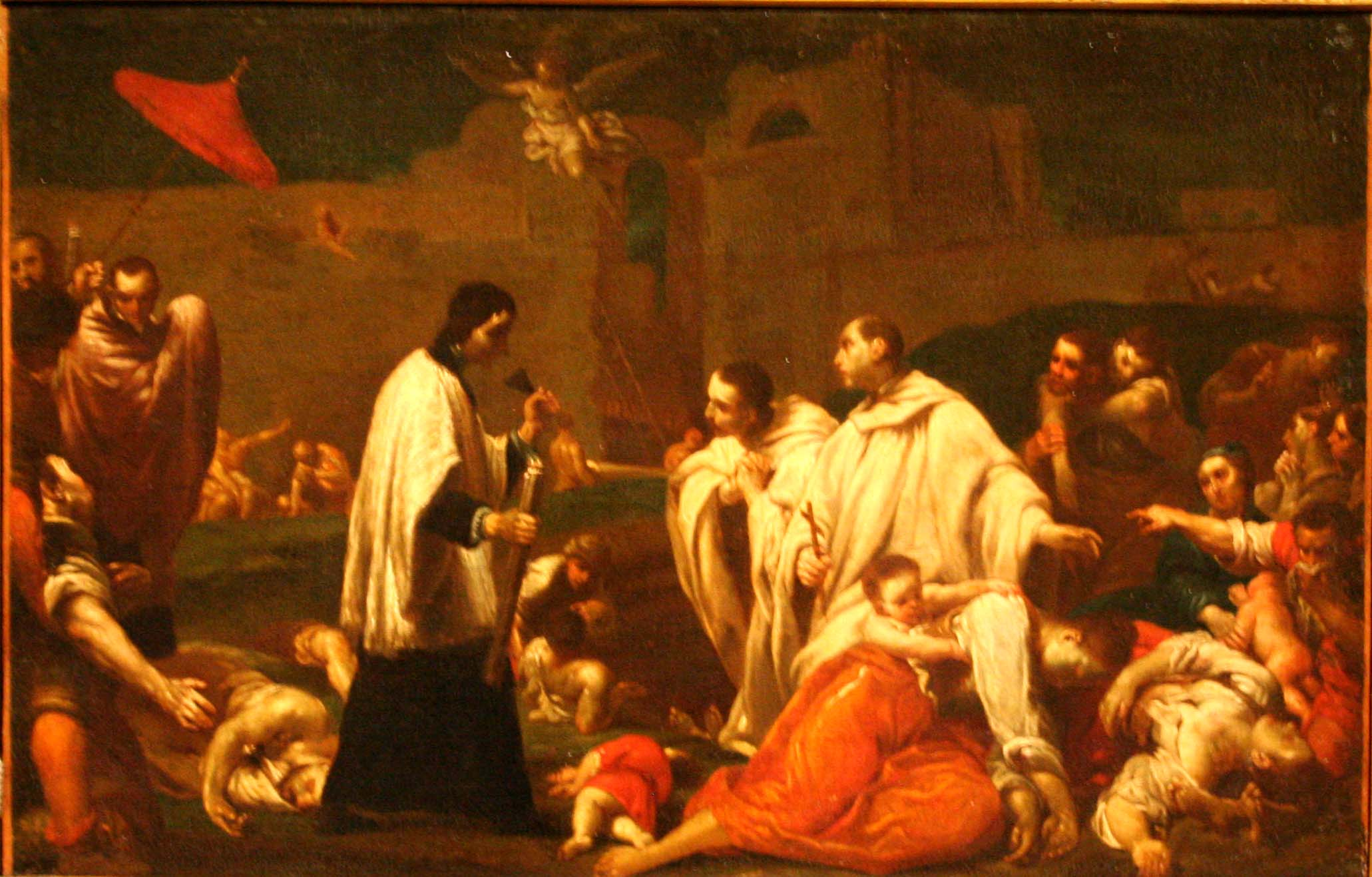
Giuseppe Maria Crespi, Bernardo Tolomei unter den Opfern der schwarzen Pest in Siena in 1348 (um 1735).
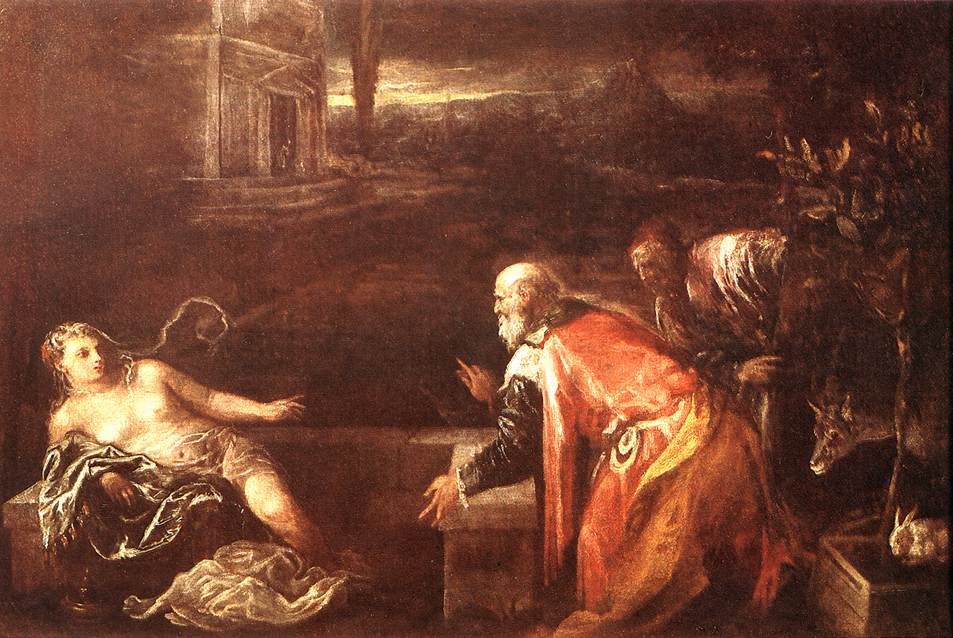
Jacopo Bassano, Susanna und die Alten.
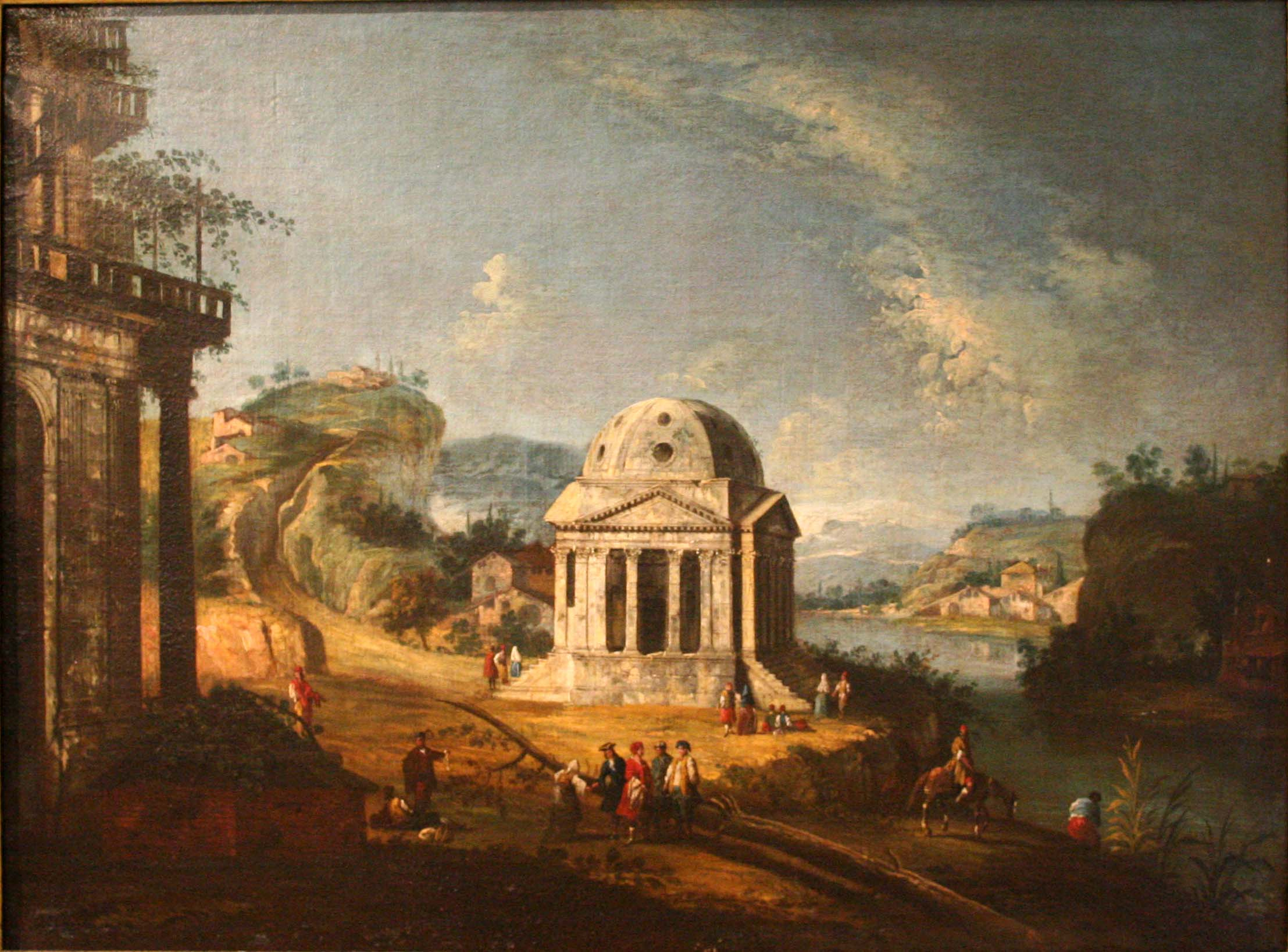
Michele Marieschi, Capriccio mit einem Tempel (um 1740).

#### Schulen des Nordens
- Pieter Coecke van Aelst (1502–1550): Heilige Lukas malt die Jungfrau Maria (1535–1540)
- Jan Asselijn (1610–1652): Kopf eines Rinds
- Nicolaes Berchem (1620–1683): Landschaft mit Figuren und Tieren (1660)
- Jan Both (1610–1652): Ruinen in Italien (1638–1641)
- Leonaert Bramer (1596–1674): Salomé empfängt den Kopf des Heiligen Johannes der Täufer (vers 1635–1640)
- Christian Wilhelm Ernst Dietrich (1712–1774): Jesus heilt die Kranken
- Jacob Duck (1600–1667): Galante Szene (um 1635–1640)
- William Gouw Ferguson (1632–1689): Stillleben (um 1656)
- Carel Hardy: Stillleben mit Geflügel (Mitte des 17. Jahrhunderts)
- Bernhard Keil (Schule) (1624–1687): Allegorie des Wassers und der Erde
- Nicolaus Knüpfer (1603–1655), Gijsbert d'Hondecoeter (1604–1653), Abraham van Cuylenborg (1620–1658): Jupiter und Merkus bei Philemon und Baucis (1643)
- Nicolaes Maes (1634–1693): Schlafende Venus mit tanzenden Putti (um 1660)
- Jan Miense Molenaer (1609–1668): Ländliches Fest
- Peeter Neeffs der Ältere (1578–1657): Interieur der Kathedrale Notre-Dame in Antwerpen
- Frans Pourbus l'Ancien (1545–1581): Interieur, Das Jesuskind predigt bei den Kurtisanen
- Adam Pynacker (1622–1673): Ein ankerndes Boot (um 1656–1657)
- Pierre Paul Rubens (1577–1640): Porträt von F. Marcelliano de Barea, Kapuziner (um 1630)
- Gerard Seghers (1591–1651): Christus Abschied von seiner Mutter (um 1630)
- Michiel Sweerts (1618–1664): Der Alte und die Spinnerin (um 1645–1650)
- Hendrick Cornelisz. van Vliet (1611–1675): Interieur der neuen Kirche von Delft (1656)
- Jan Weenix (1642–1719): Aufbruch zur Jagd (1664)
- Jacob de Wet (Zuschreibung) (1610–1675): Joseph und seine Brüder (um 1633)

Schule des Nordens
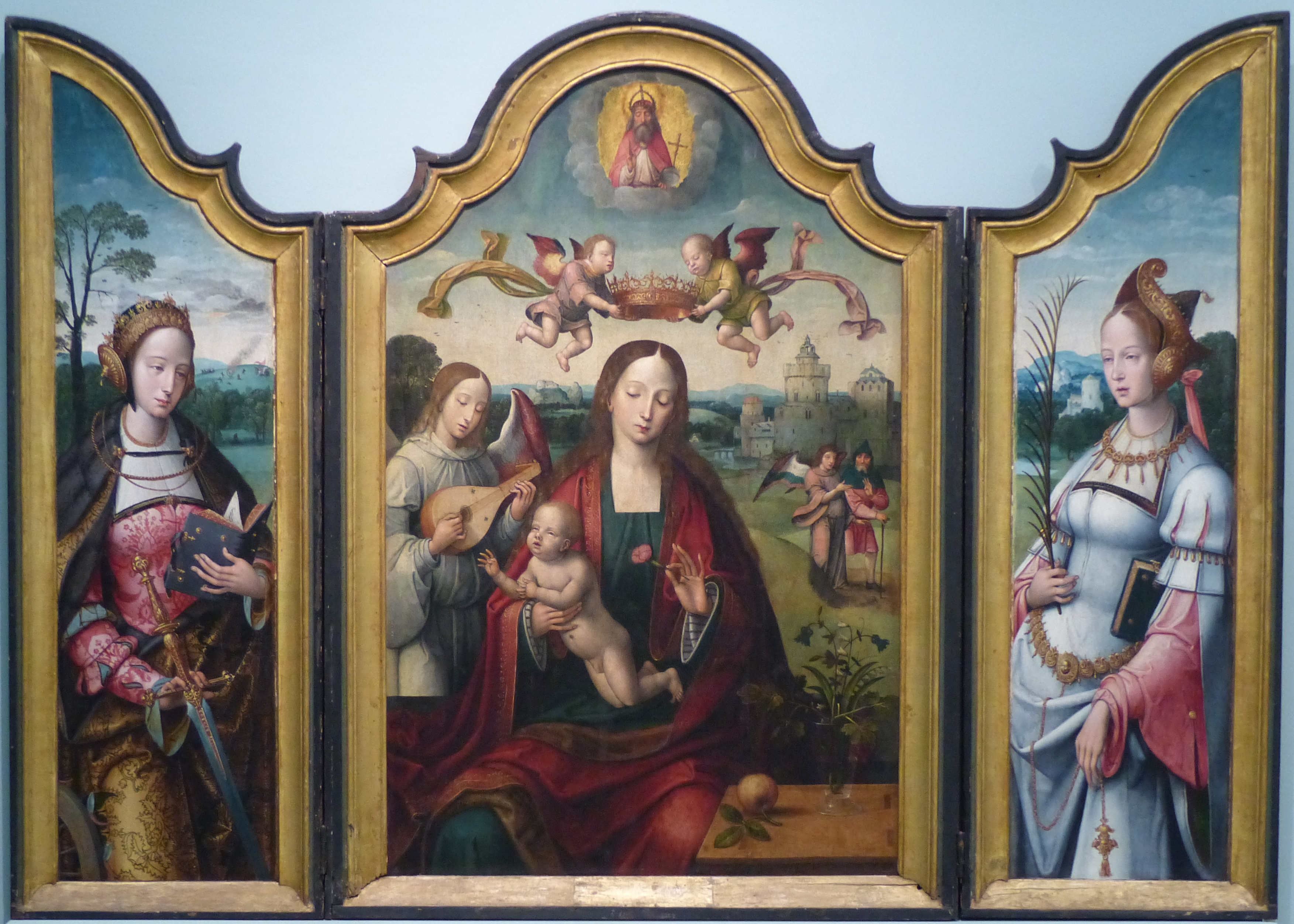
Heinrick Creeft, Marienkrönung (um 1538)
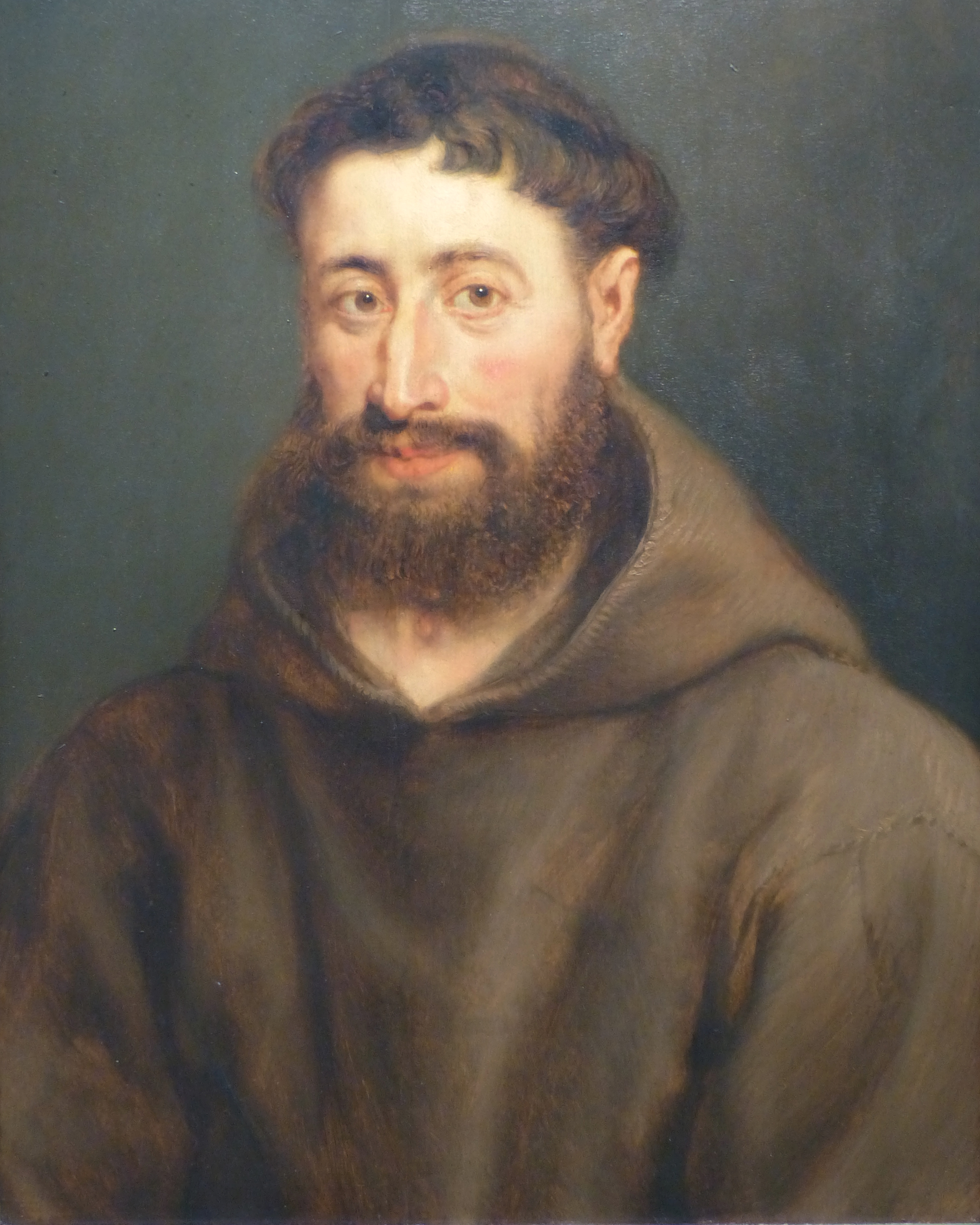
Rubens, Francesco Marcelliano de Barea, Kapuziner (um 1630)
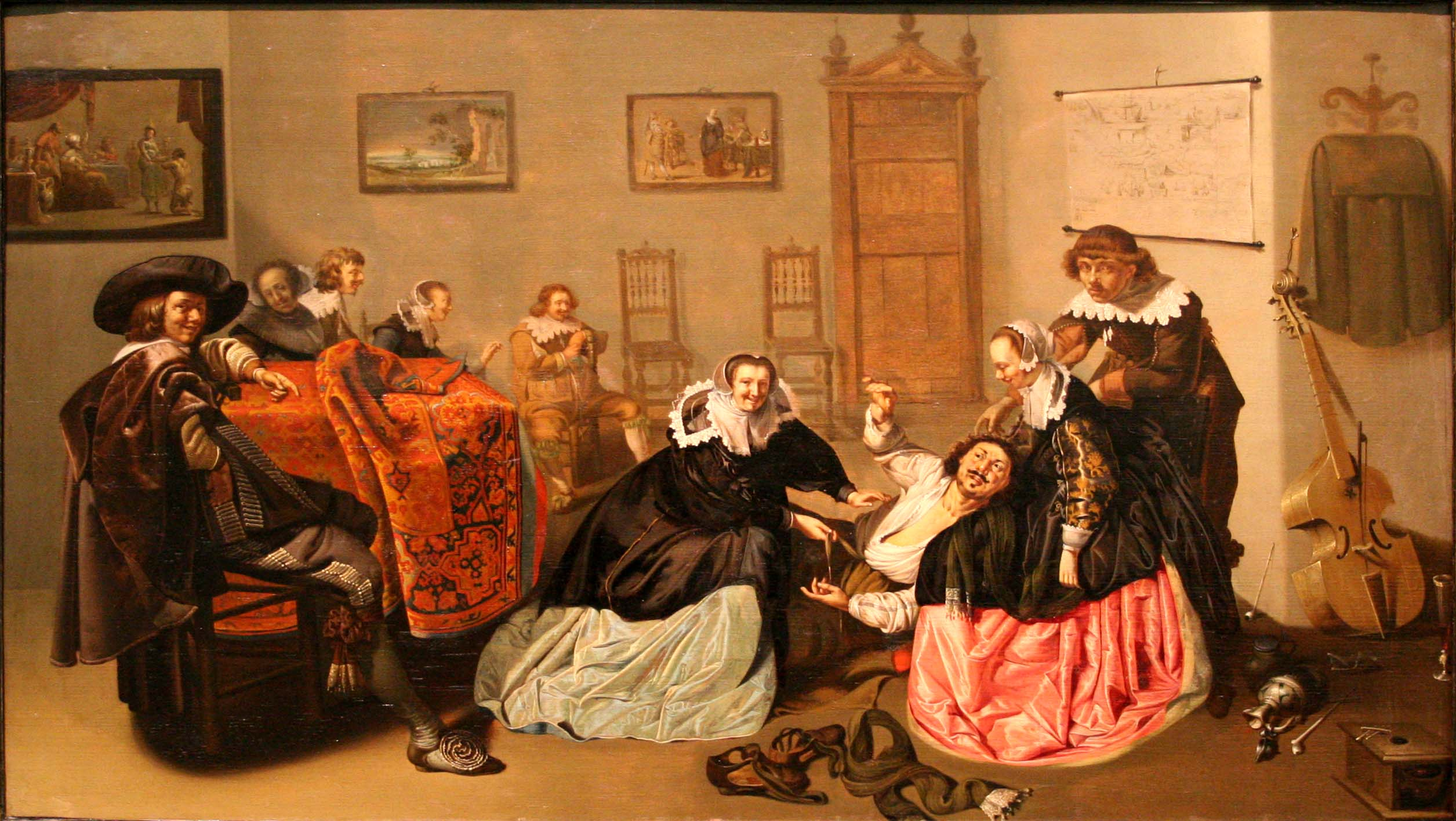
Jacob Duck, Galante Szene (um 1635–1640)
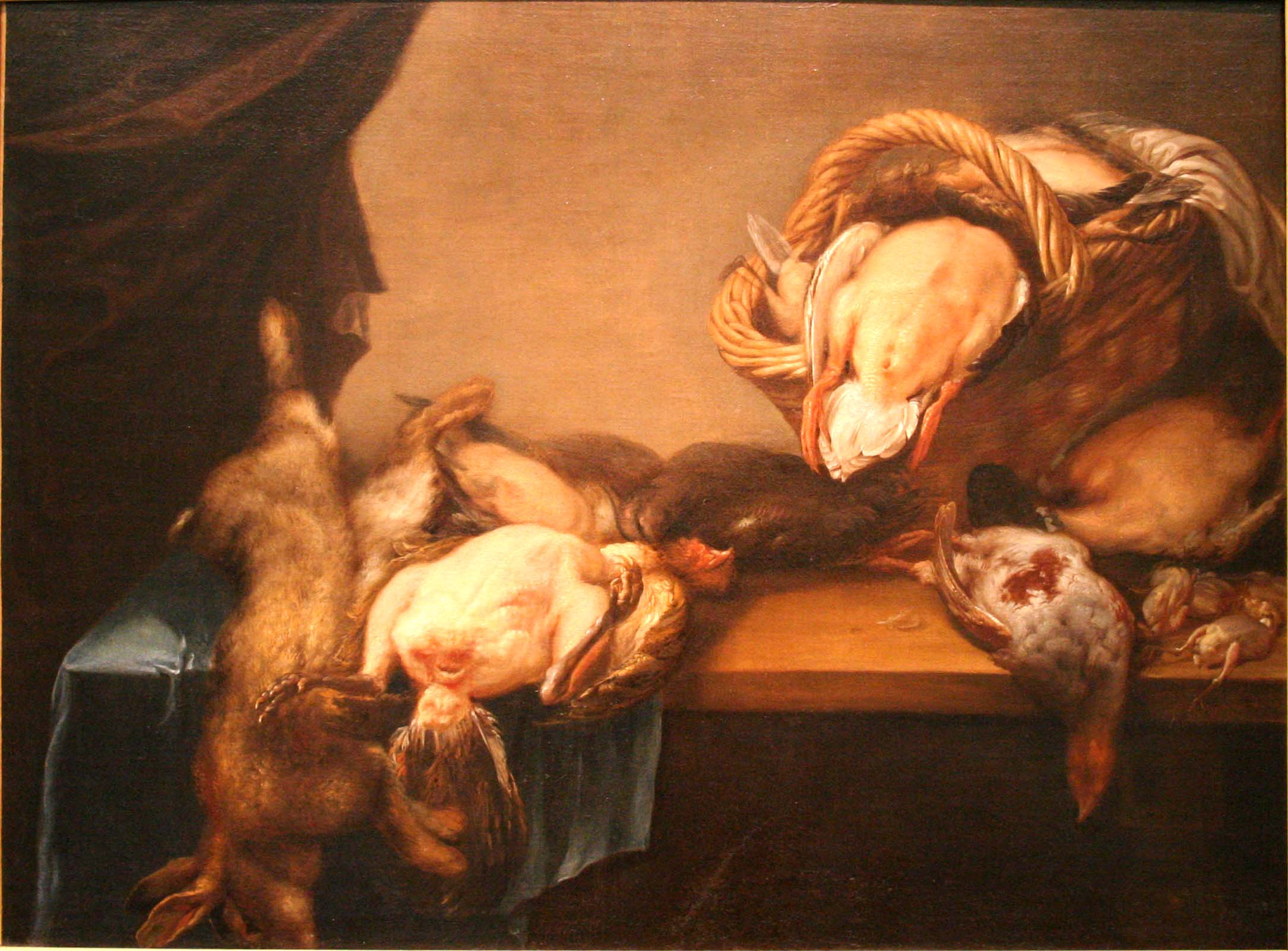
Carel Hardy, Stillleben mit Wild (Mitte 17. Jahrhundert)
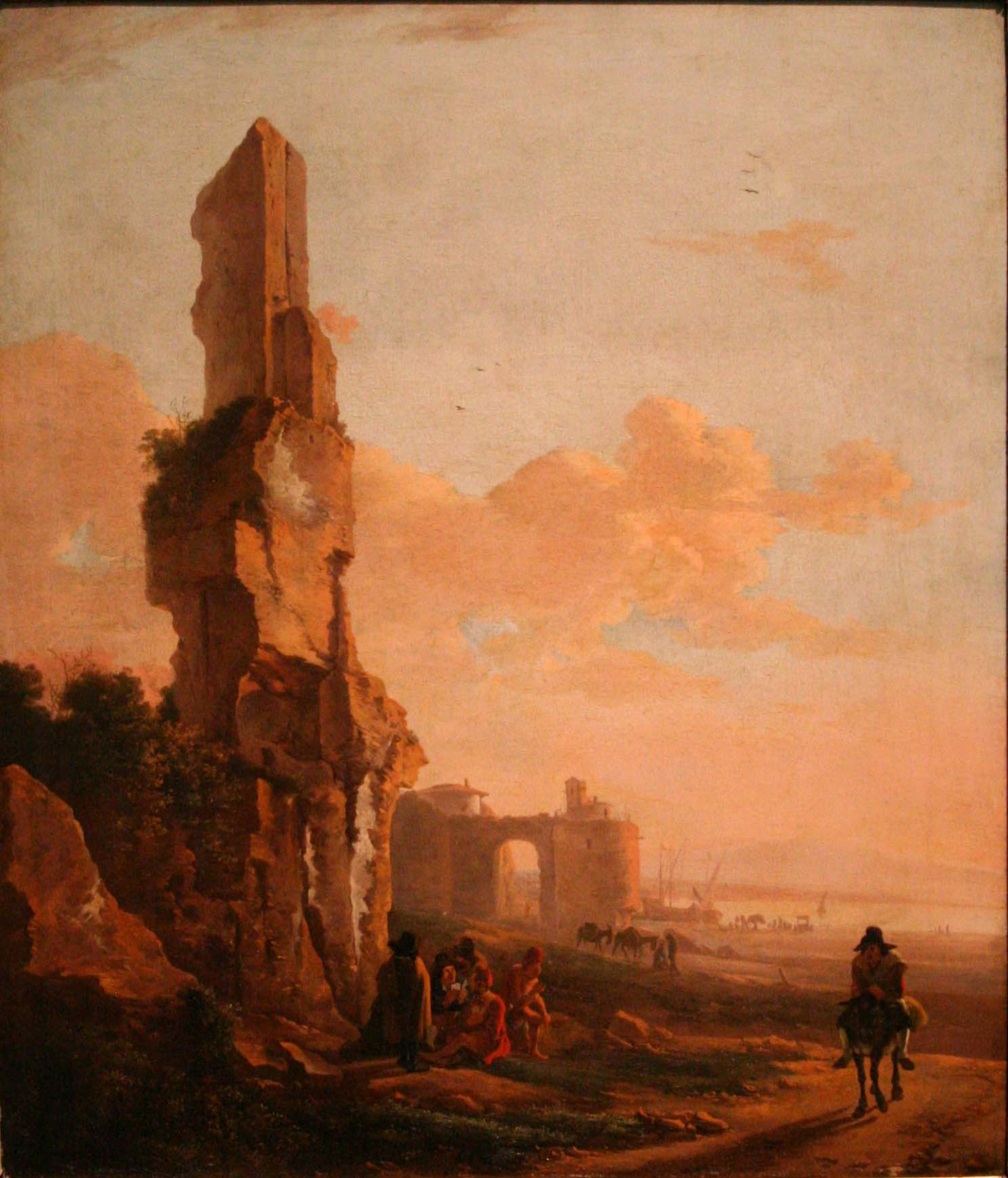
Jan Both, Ruinen in Italien (1638–1641)
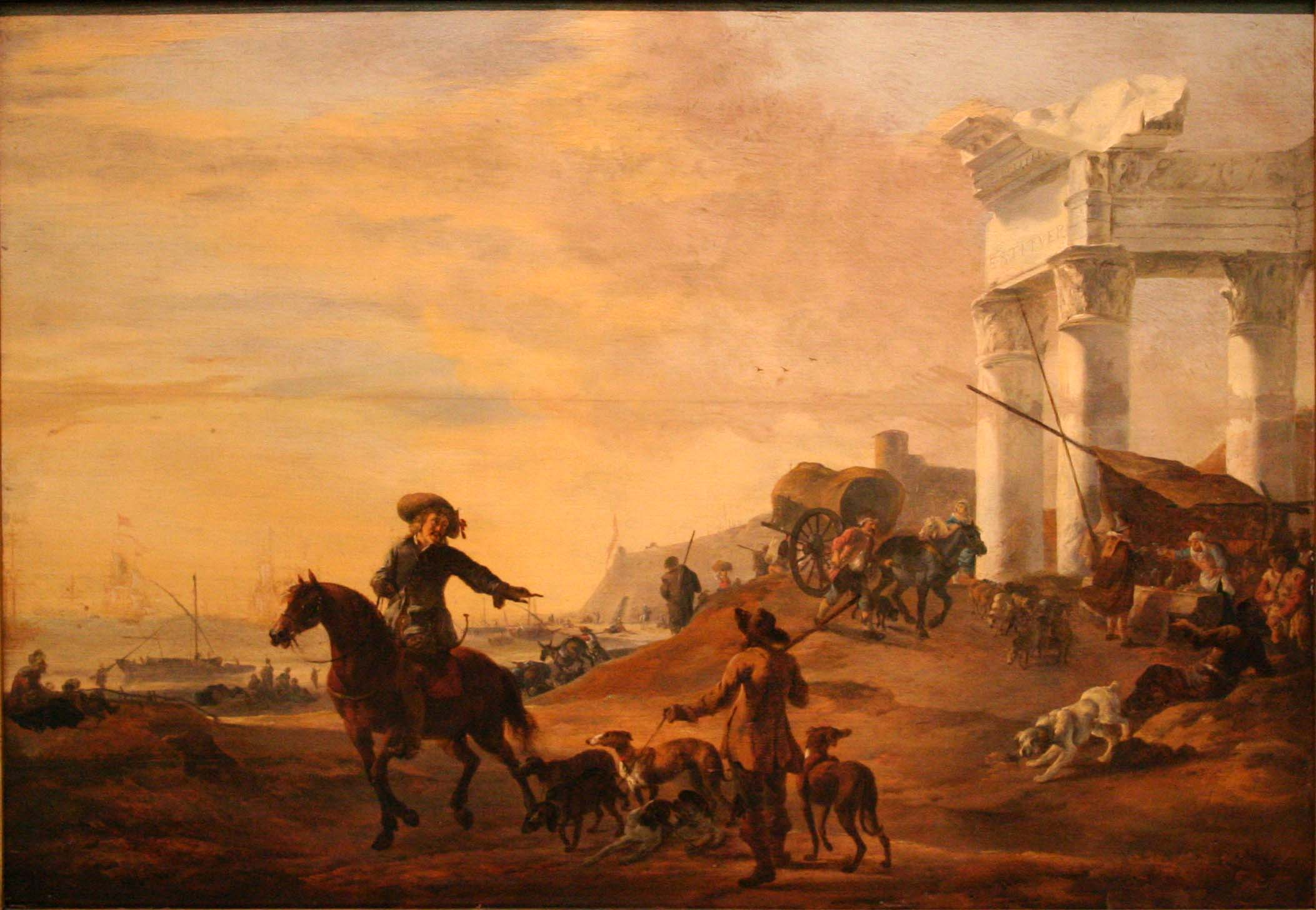
Jan Weenix, Aufbruch zur Jagd (1664)
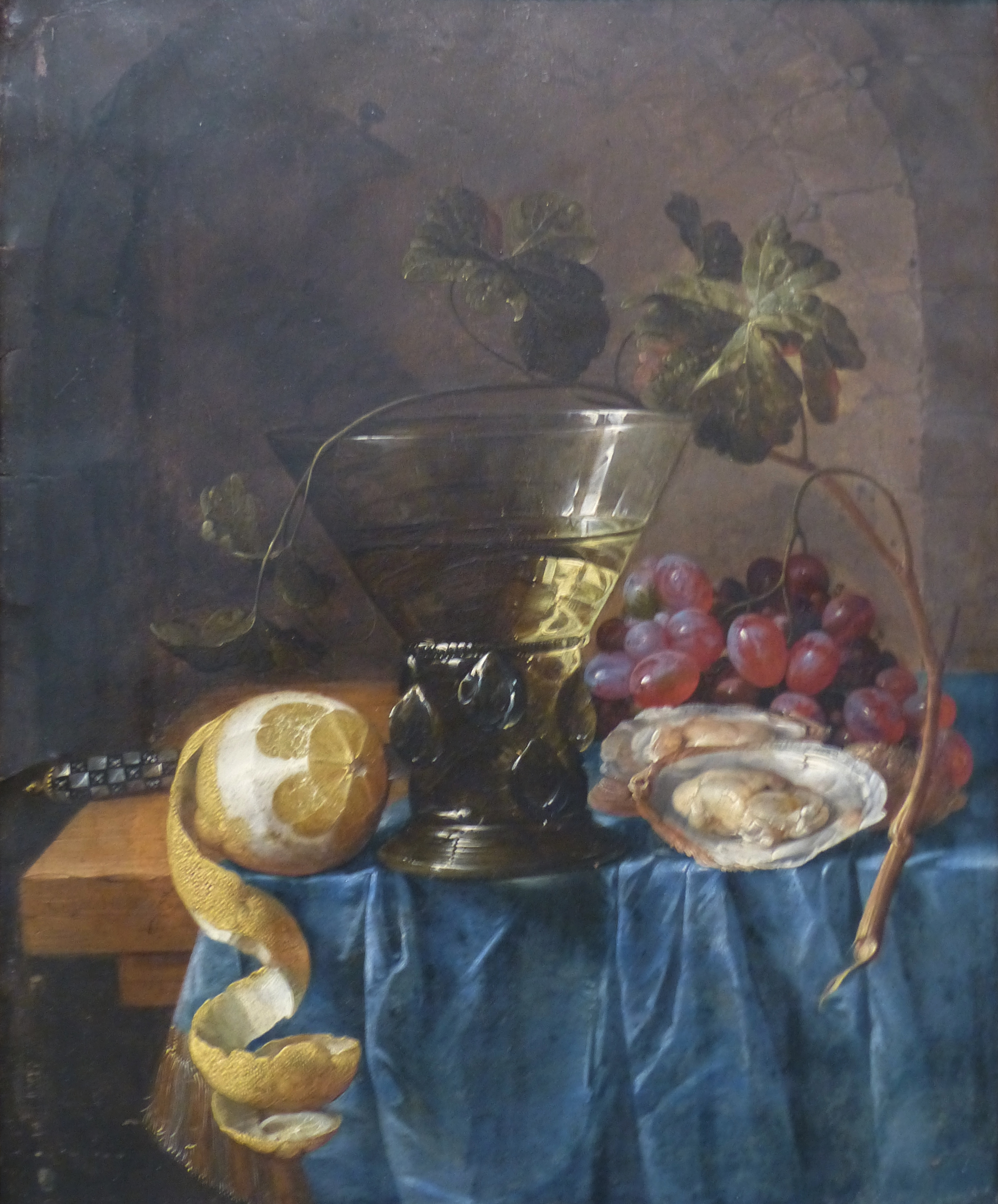
Cornelis de Heem, Stillleben

#### Französische Schule

##### 17. Jahrhundert
- Sébastien Bourdon (1616–1671): Holländischer Bürgermeister (um 1660)
- Nicolas Chaperon (1612–1654): Moses und die eherne Schlange (um 1645)
- Michel Corneille le Jeune (1642–1708): Heiliger Franz von Assisi (um 1688)
- Jean Daret (1613–1668): Jungfrau; Christus
- Reynaud Levieux (1613–1699): Verhaftung von Johannes dem Täufer (1667); Die Enthauptung des Heiligen Johannes der Täufer (1656); Heiliger Johannes der Täufer und Herodes (1686); Herodes empfängt den Kopf des Täufers Johannes (1655)

##### 18. Jahrhundert
- Hyacinthe Rigaud (1659–1743): Porträt vermutlich Charles de Parvillez (1692); Porträt von Jacques de Fitz-James Stuart (um 1730)

- Jean Simon Berthélemy (1743–1811): Tomyris, Königin der Massageten, lässt das Haupt von Cyrus in eine Vase mit Blut tauchen (1766)
- François Boucher (1703–1770): Ausbildung eines Hundes (1768)
- Nicolas Guy Brenet (1728–1792): Metellus gerettet durch seinen Sohn (1779)
- Jacques-François Delyen (1684–1761): Selbstporträt (1714); Porträt der Mutter des Malers (1714)
- Jean-Baptiste Deshays de Colleville (1729–1765): Predigt des Heiligen Dionysius (1764)
- Nicolas-René Jollain (1732–1804): Die Rückkehr von Mars (um 1779)
- Louis Jean François Lagrenée (1724–1805): Der Kampf zwischen Liebe und Keuschheit (1781)
- Nicolas de Largillière (1656–1746): Porträt eines Edelmannes (um 1715)
- Louis-Gabriel Moreau (1740–1806): Landschaft (1770–1780)
- Charles-Joseph Natoire (1700–1777): Ankunft Cleopatras in Tarsus (1756); Die Mahlzeit von Kleopatra und Marc-Anton (1754); Einzug Marc-Antons in Ephesus (1741); Der Friedensschluss von Tarent (1757); Heiliger Stephan wird vor die Gelehrten geschleppt, die falsches Zeugnis gegen ihn ablegen und den Senat, die Schriftgelehrten und das Volk aufwiegeln (1745)
- Pierre Subleyras (1699–1749): Moses und die eherne Schlange (1727)
- Étienne Théolon (1739–1780): Kopf einer alten Frau (1777)
- Jean-François de Troy (1679–1752): Schlafende Erntearbeiterin (1725–1730)
- Claude Joseph Vernet (1714–1789): Seestück (1758–1760)

##### 19. Jahrhundert
- Alexandre Marie Colin (1798–1875): Besuch der Monumente von Nîmes von Franz I. (1836); Bohémiens am Pont du Gard (1836)
- Vincent Courdouan (1810–1893): Seestück (1848)
- Paul Delaroche (1797–1856): Cromwell entdeckt das Grab von Karl I. (1831)
- Jean Delville (1867–1953): Porträt des Großmeisters der Rosenkreuzer (1895)
- Melchior Doze (1827–1913): Die Heimsuchung Marias (1869)
- Louis Gaidan (1847–1925): Die Kiefern von Carqueiranne (1892)
- Charles Jalabert (1819–1901): Virgil, Horaz und Varius bei Mäzenas (1846); Maria Abruzeze (1863)
- Jules Laurens (1825–1901): Gewitter
- Jean-Baptiste Lavastre (1834–1889): Umland von Nîmes (1869)
- Émile Loubon (1809–1863): Der Maultiertreiber von Var, gesehen im Umland von Marseille (1853)
- Antoine Ponchin (1872–1933): Haus am Wasser
- Philibert Rouvière (1805–1865): Das Unglück von Charrette (1862)
- Ferdinand Roybet (1840–1920): Porträt eines Soldaten
- Xavier Sigalon (1787–1837): Lucusta überreicht Narziss das Gift für Britannicus (1824); Porträt von Adolphe Cartroux (vers 1830)
- Jean Vignaud (1775–1826): Merkur unterrichtet Amphion an der Lyra (1819), der jugendliche Franz Liszt (1826)
- Louis Étienne Watelet (1780–1866): Landschaft

Französische Schule
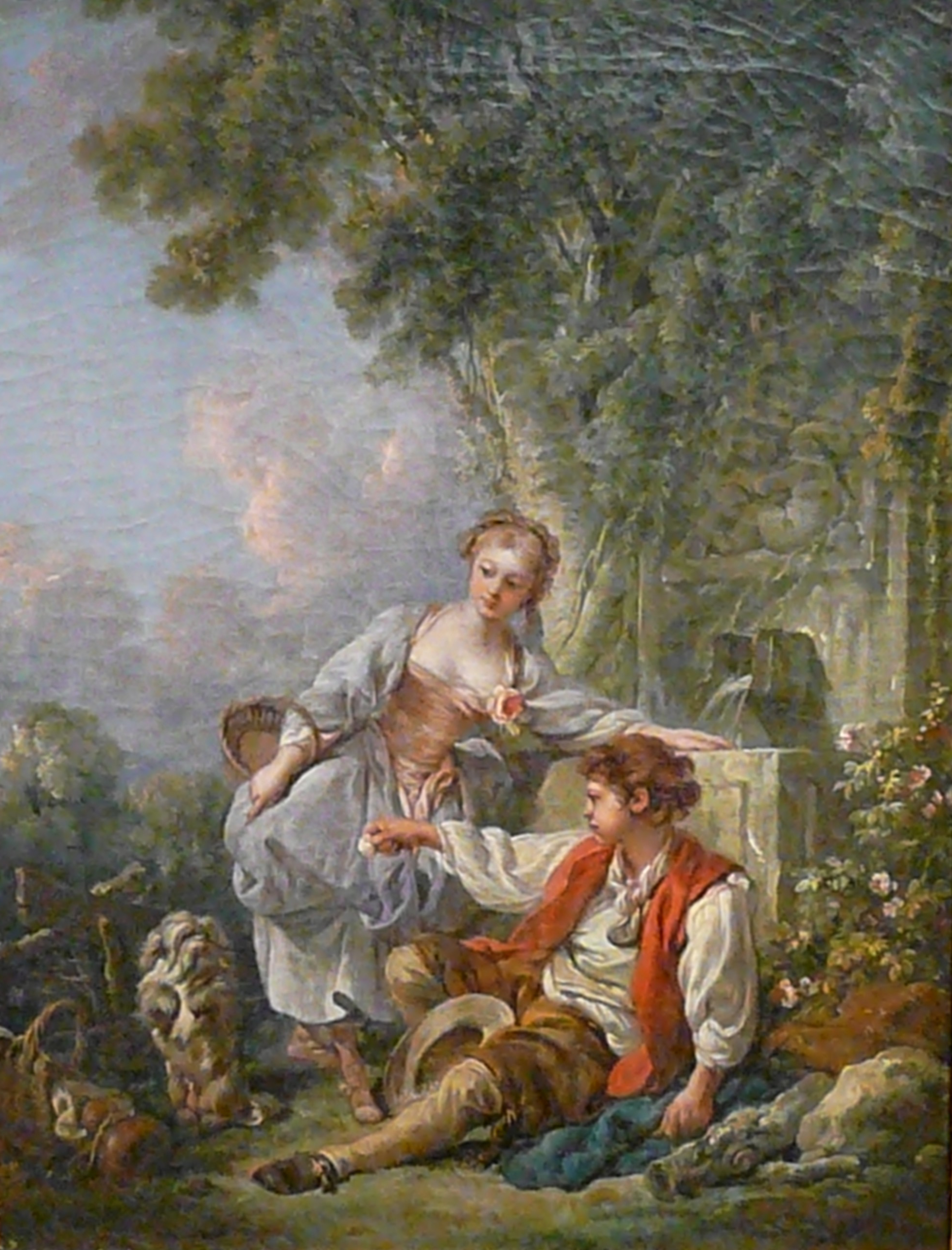
François Boucher, Ausbildung eines Hundes (1768)
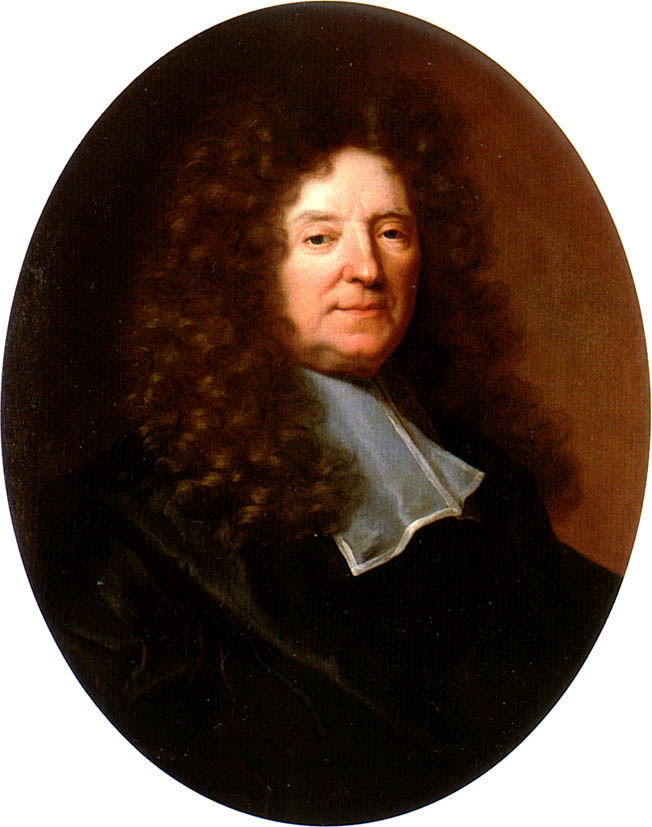
Hyacinthe Rigaud, Charles de Parvillez (1692)
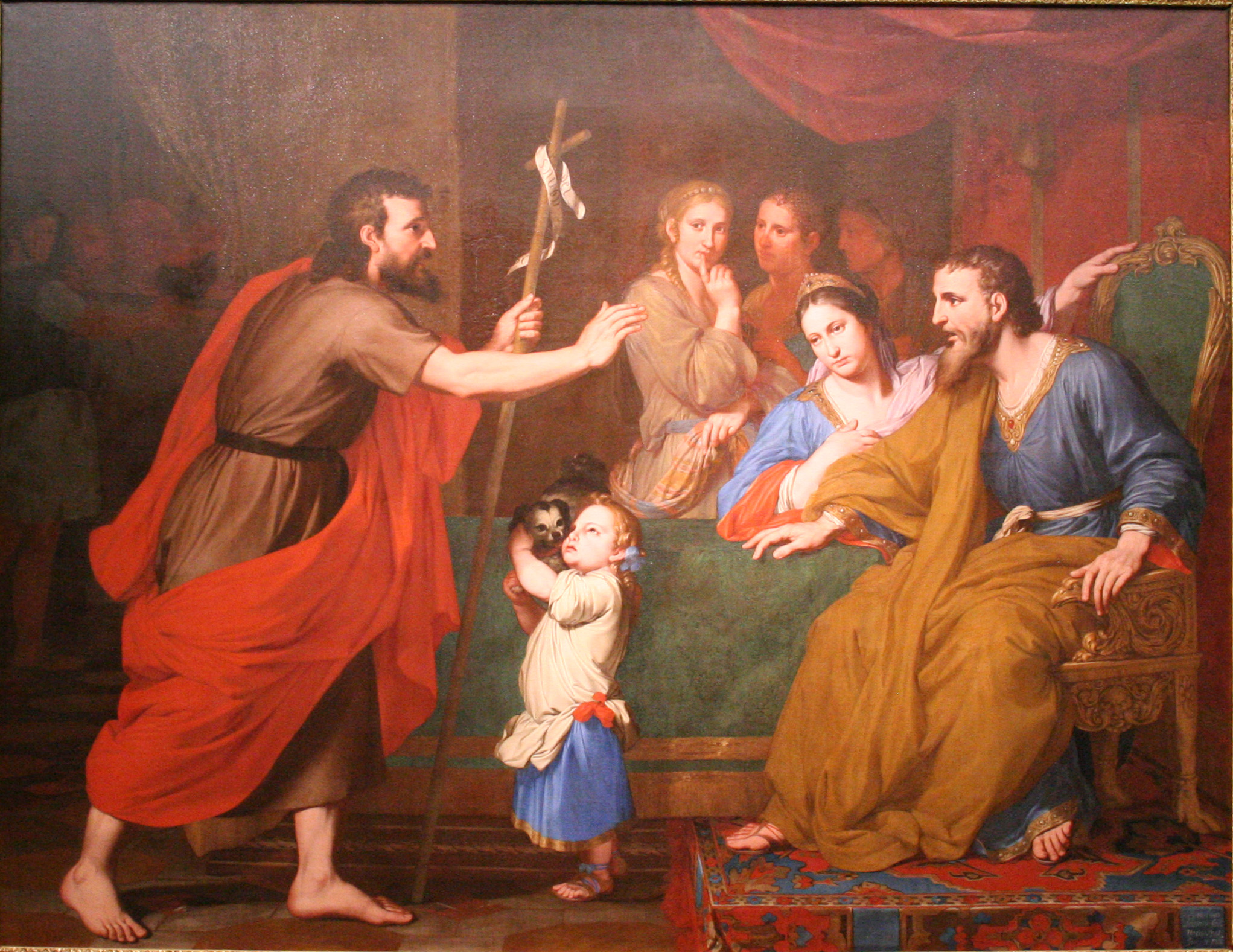
Reynaud Levieux, Johannes der Täufer und Herodes (1667)
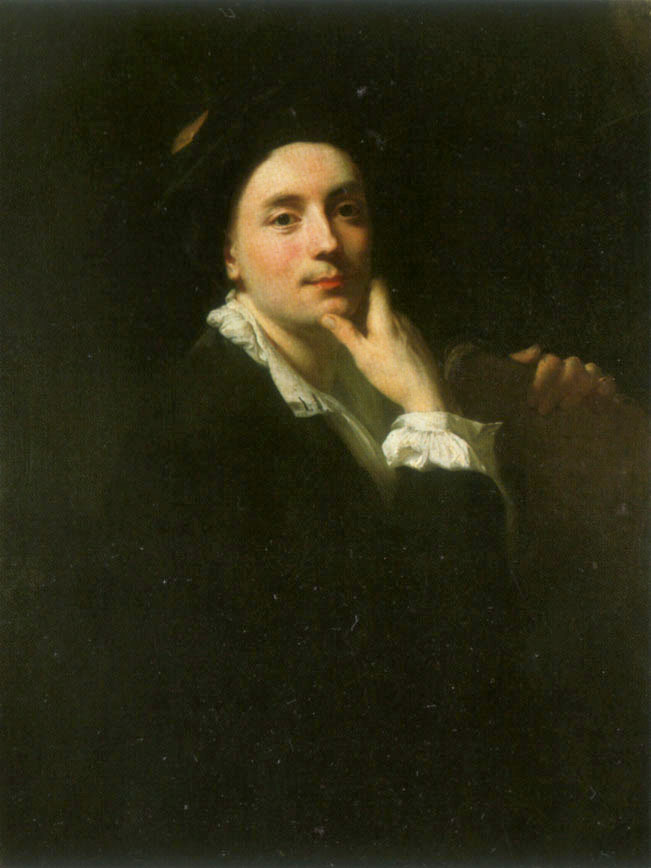
Jacques-François Delyen, Selbstporträt (1714)
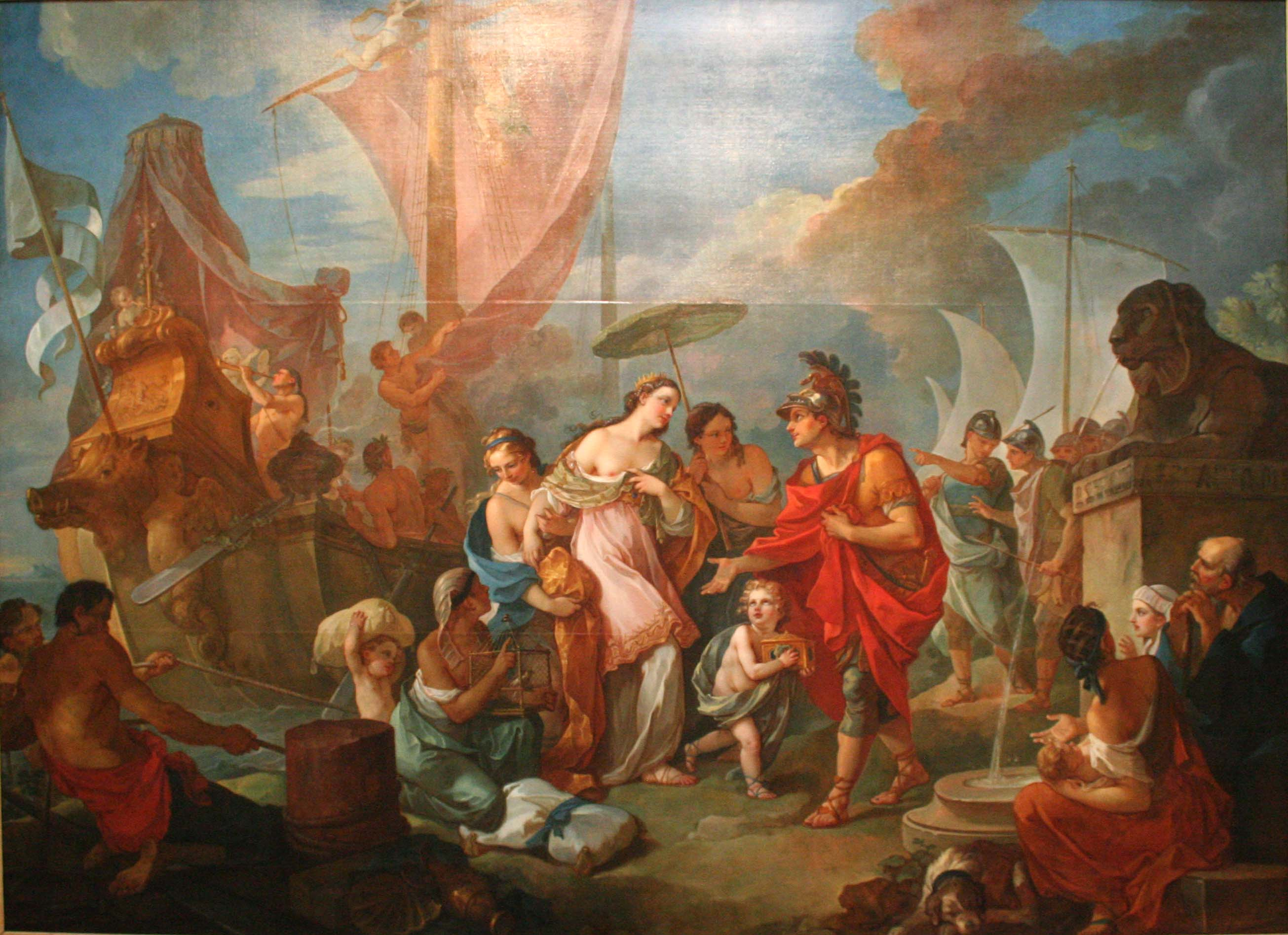
Charles-Joseph Natoire, Ankunft Cleopatras in Tarsus (1756).
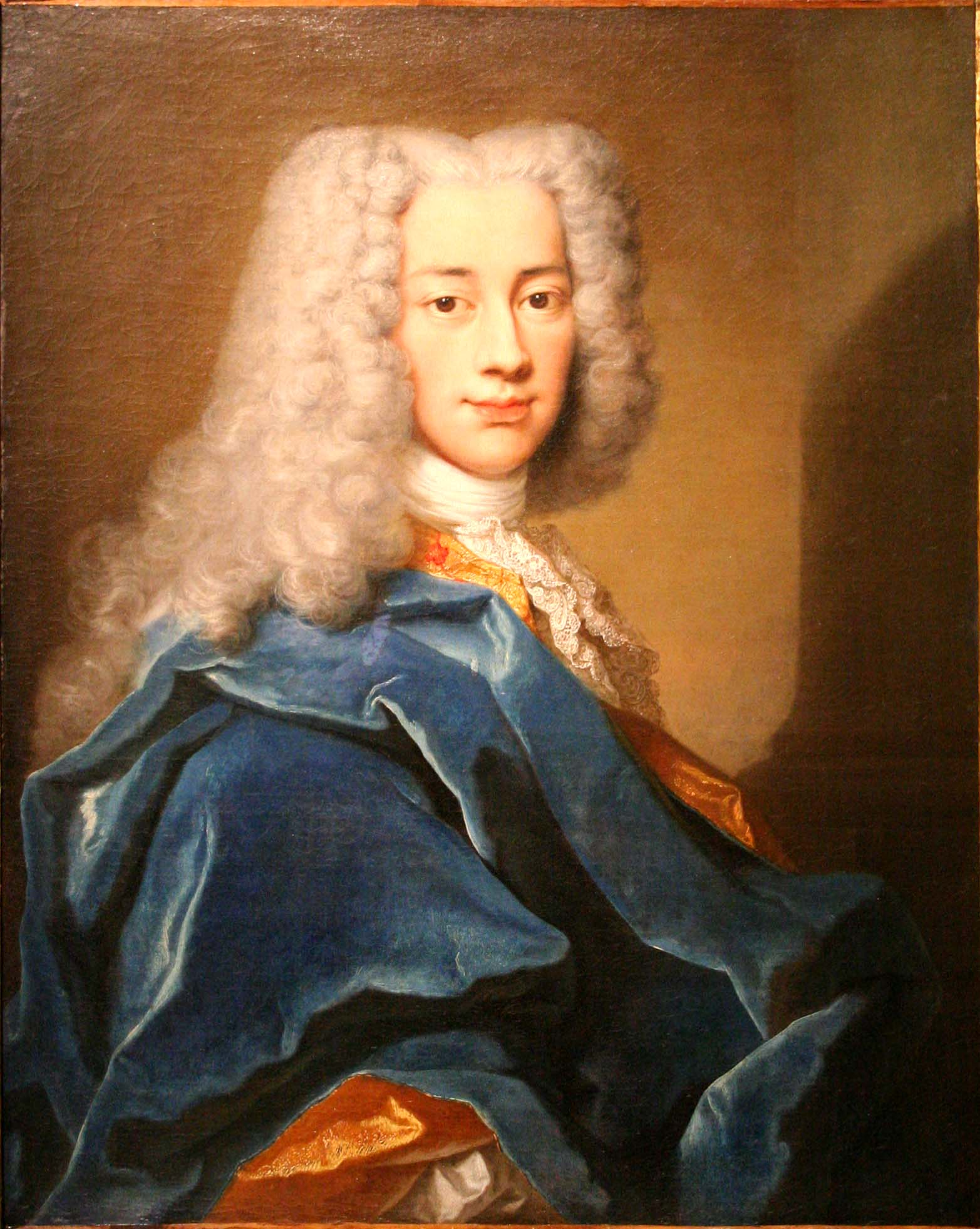
Nicolas de Largillière, Porträt eines Edelmannes (um 1715)
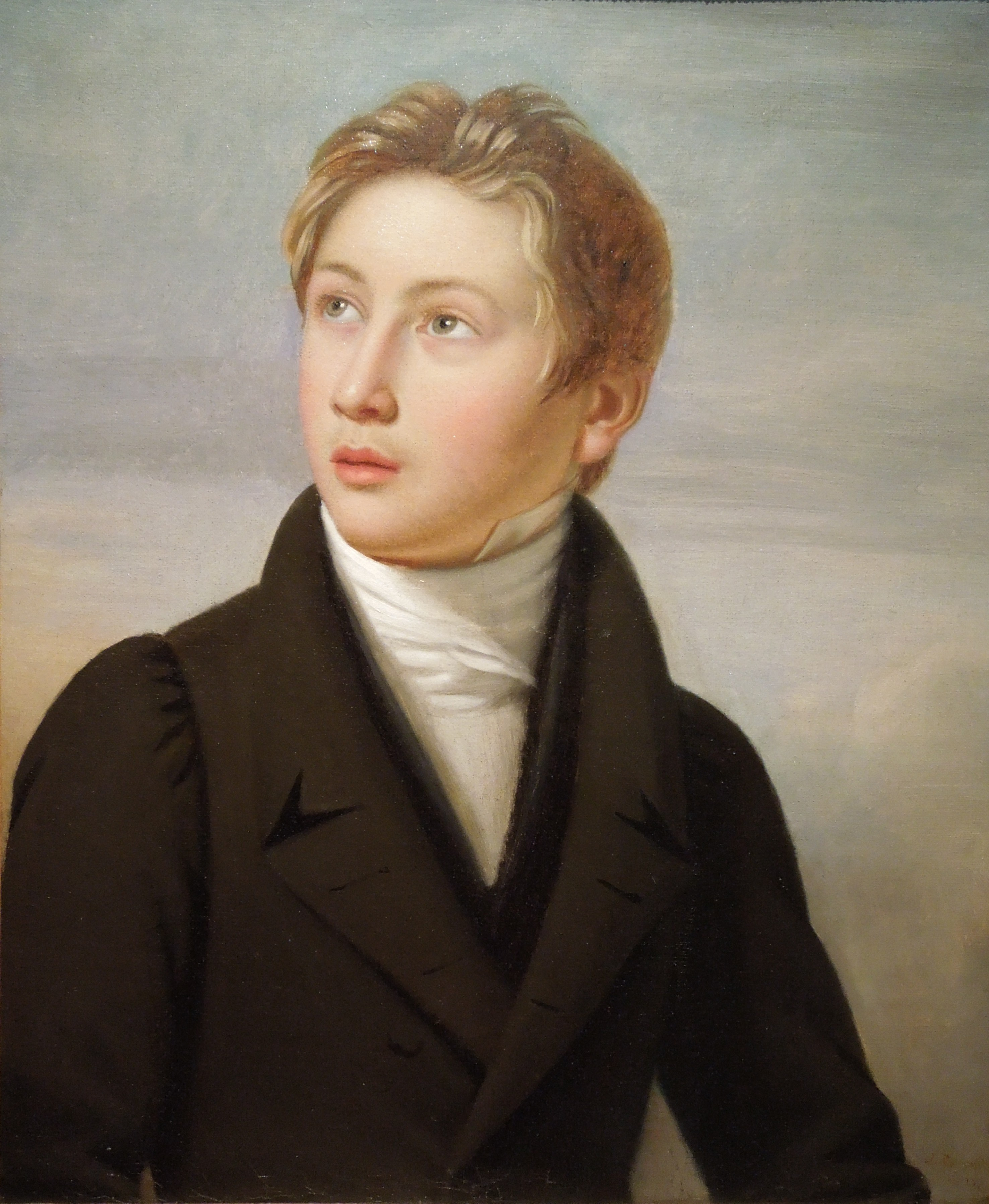
Jean Vignaud, Der jugendliche Liszt (1826)
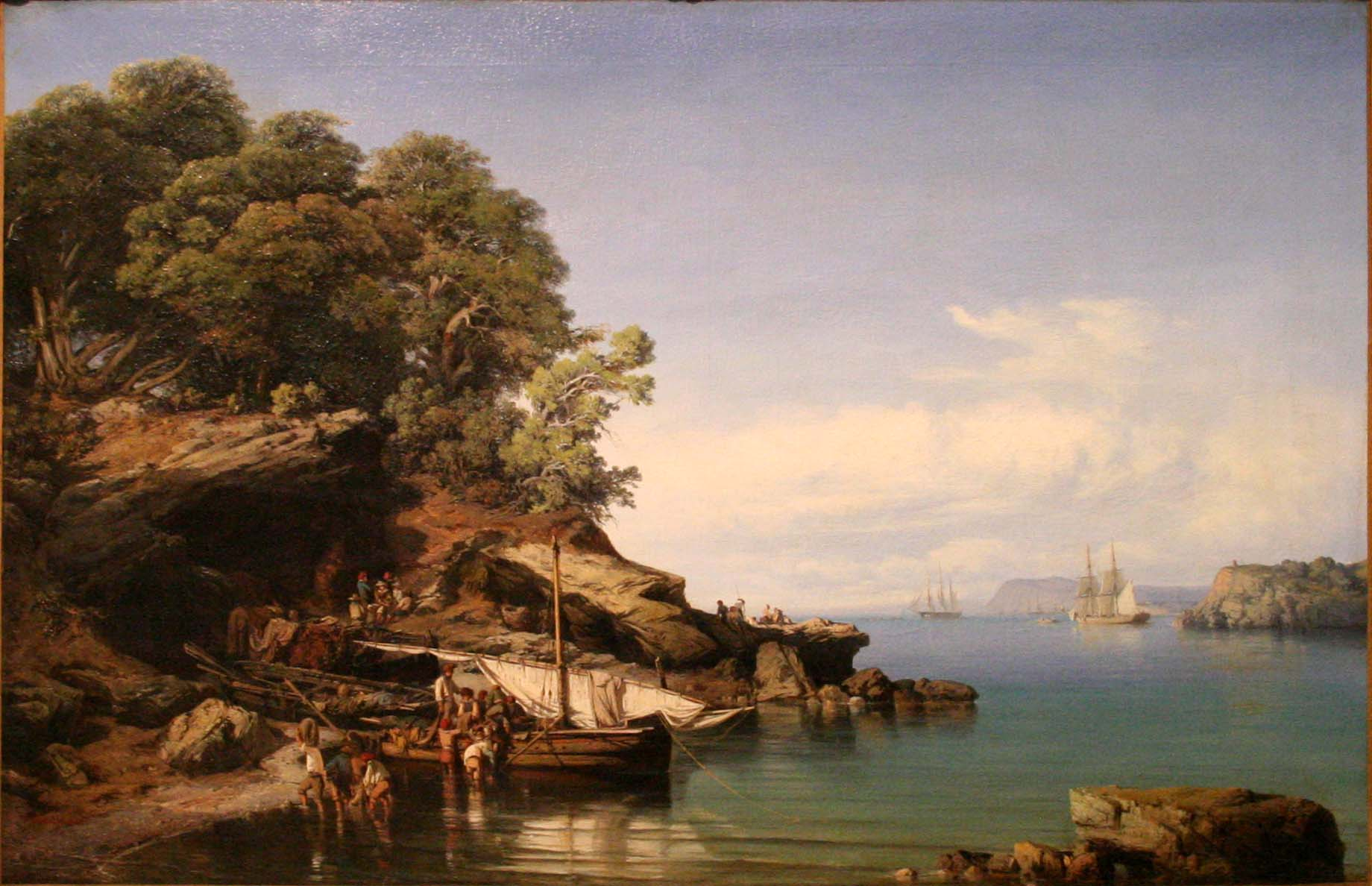
Vincent Courdouan, Seestück (1848)
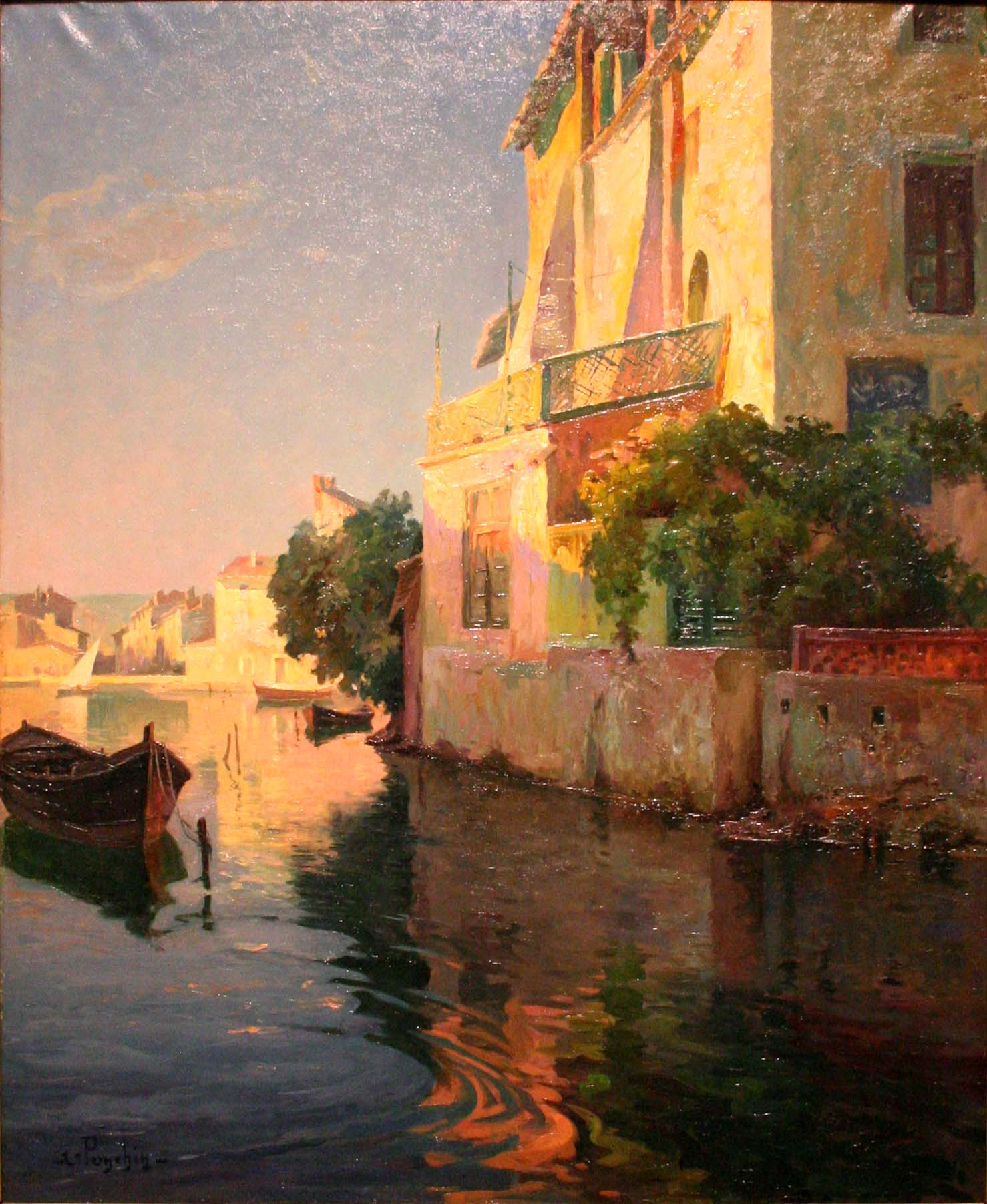
Antoine Ponchin, Haus am Wasser

### Skulptur
- Auguste Bosc (1827–1879): Büste von Frédéric Vidal, Marmor (1855)
- Albert-Ernest Carrier-Belleuse (1824–1887): Porträt von Alexandre Pieyre, Marmor (1851)
- Giambologna (1529–1608): Merkur, Bronze
- Aimé Charles Irvoy (1824–1898): Porträt des General Baron von Chabaud-La-Tour, Marmor (1890)
- Alfred-Adolphe-Édouard Lepère (1827–1904): Lyssia, Marmor (1858)
- Lucien Pascal (1851–? ): Léon Ménard, Marmor (1883)
- James Pradier (1790–1852): Die leichte Poesie, Marmor (1846); Atalante, Gips (1847); Portrait de Jean Reboul, Bronze; Porträt von Jules Canonge, Bronze; Pandora, Bronze
- Pierre Puget (1620–1694): Salvator Mundi, Marmor
- Camillo Rusconi (1658–1728) (Werkstatt): Heiliger André, Terrakotta (um 1708–1711)

Sculptures
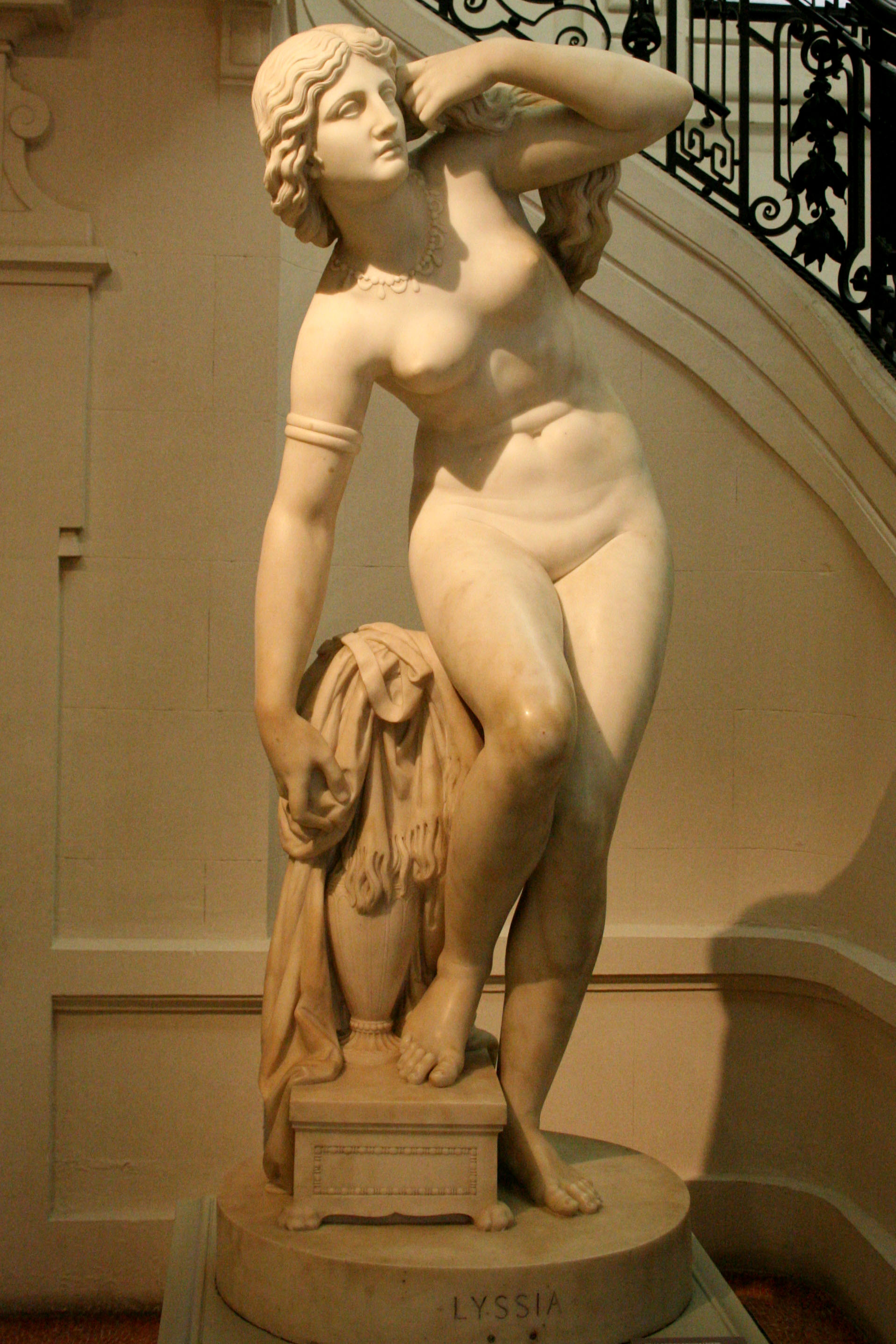
Alfred-Adolphe-Édouard Lepère, Lyssia (1858).
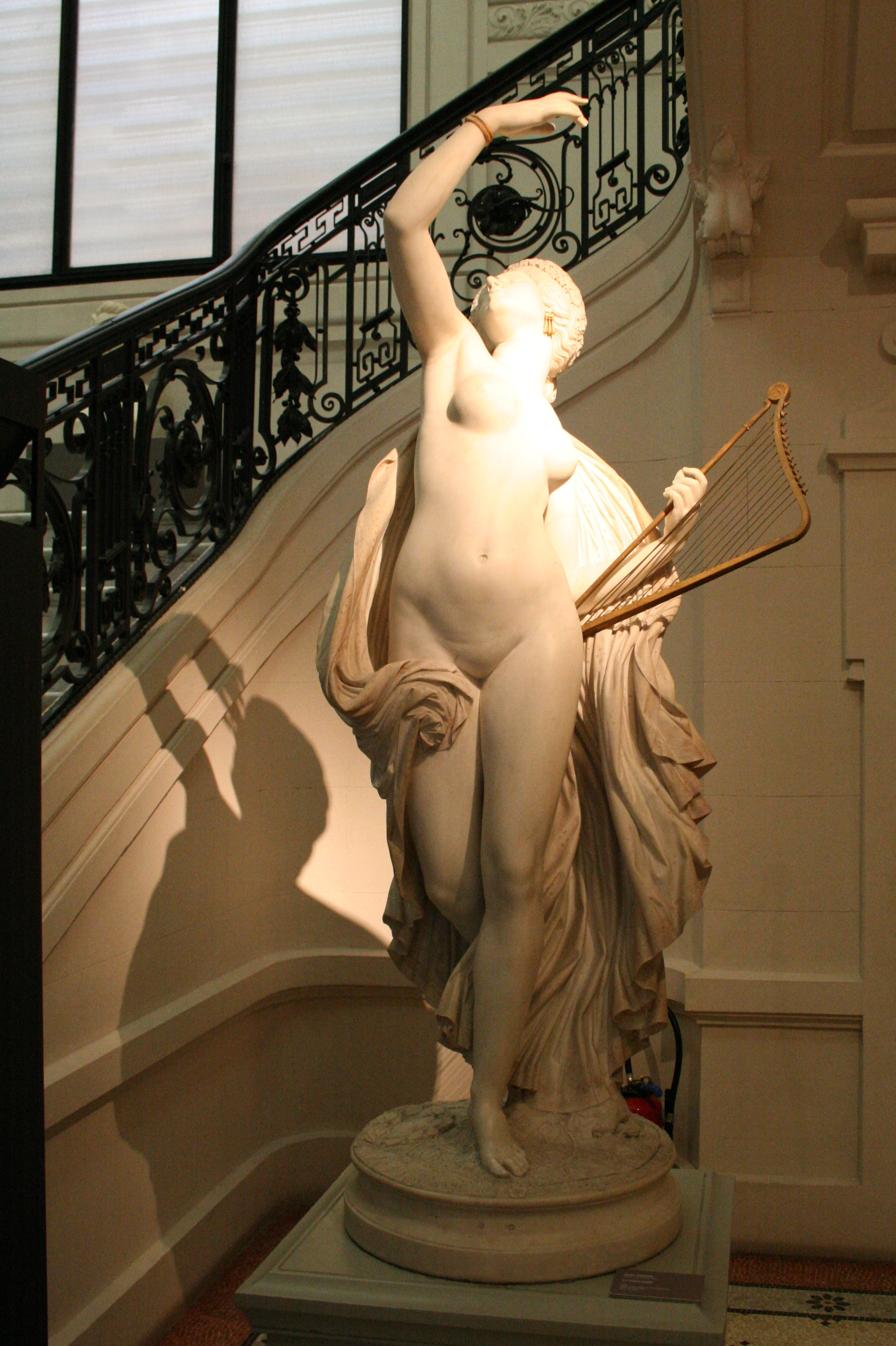
James Pradier, Die leichte Poesie (1846)
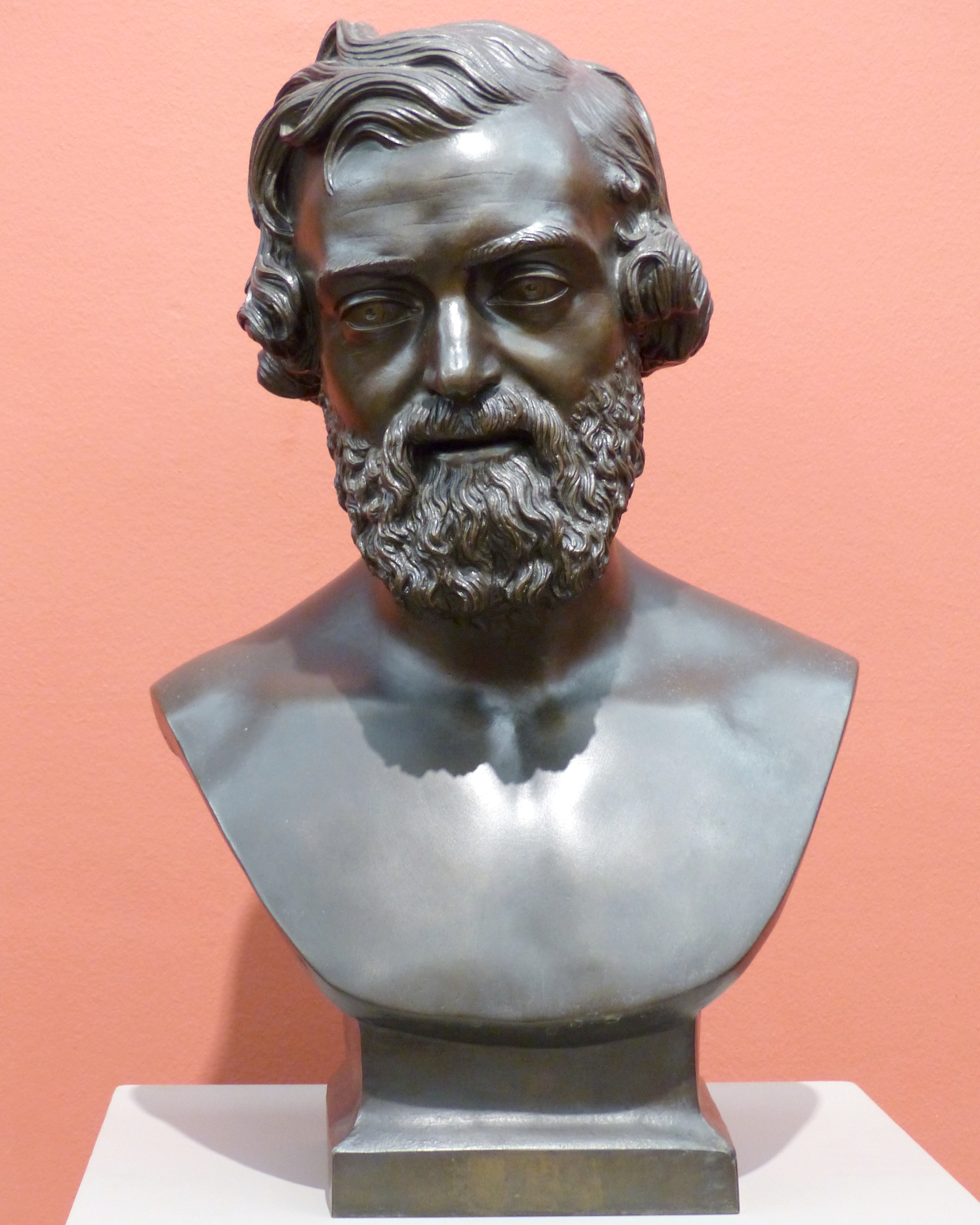
James Pradier, Porträt von Jules Canonge
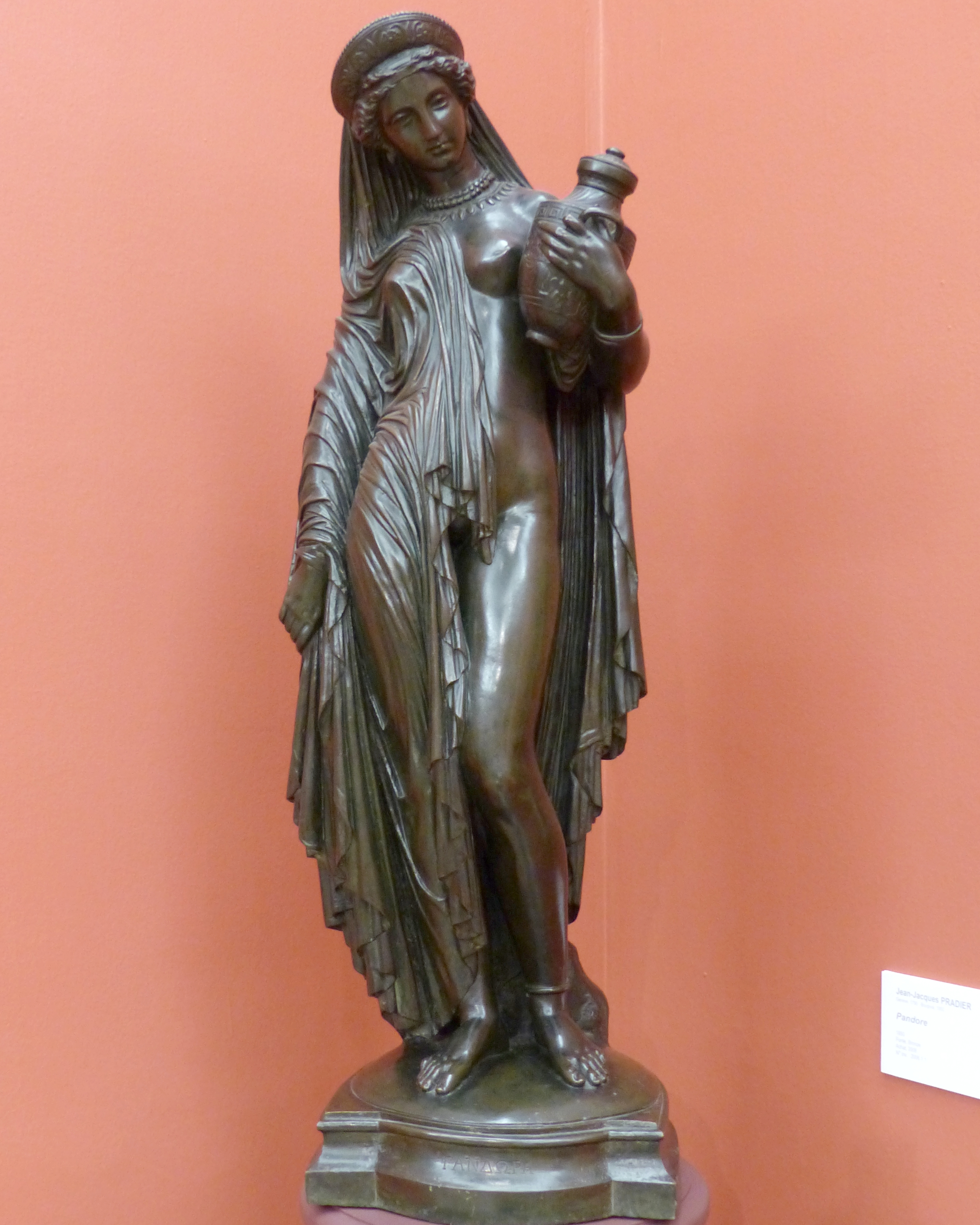
James Pradier, Pandora (1850)
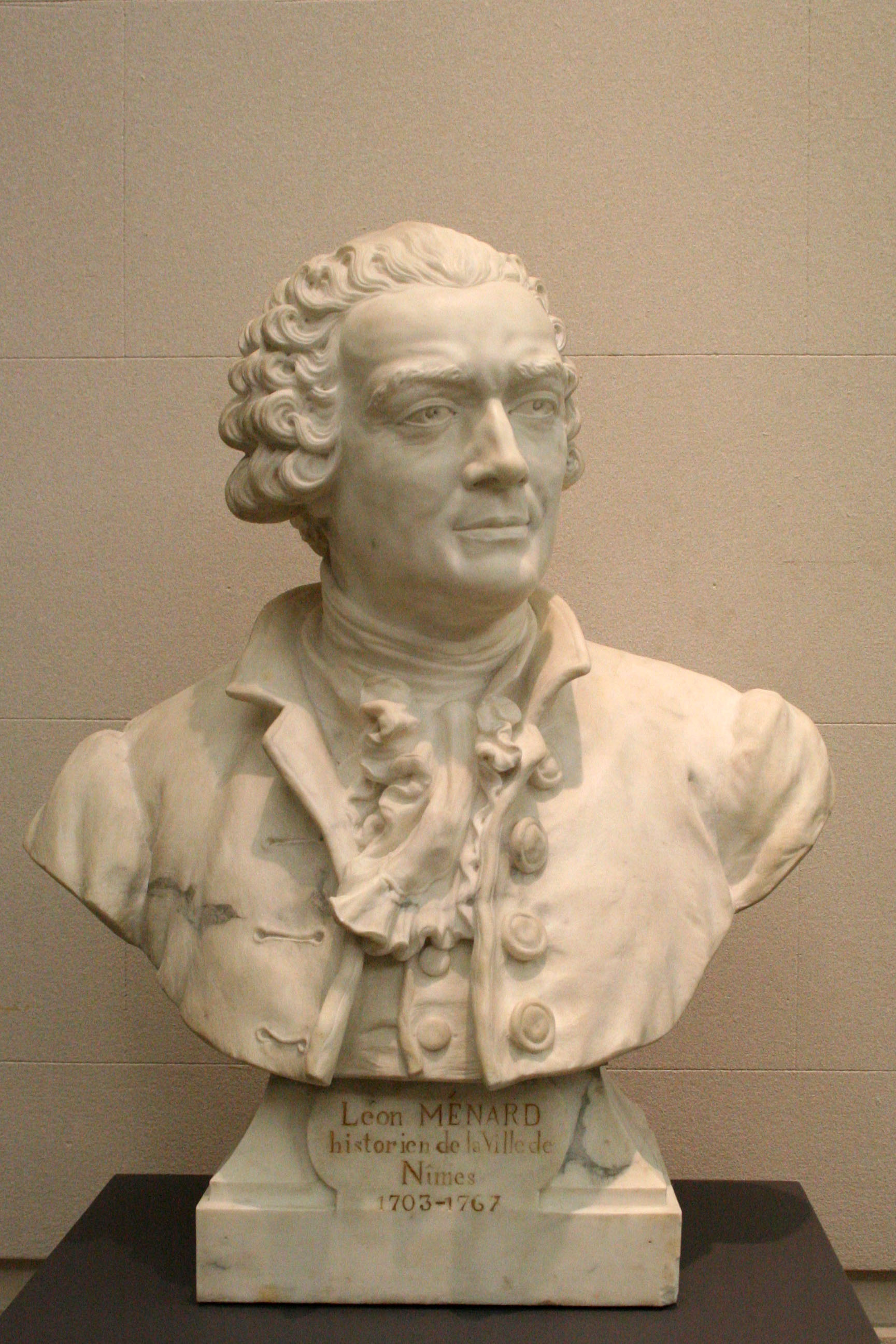
Lucien Pascal, Léon Ménard (1883).
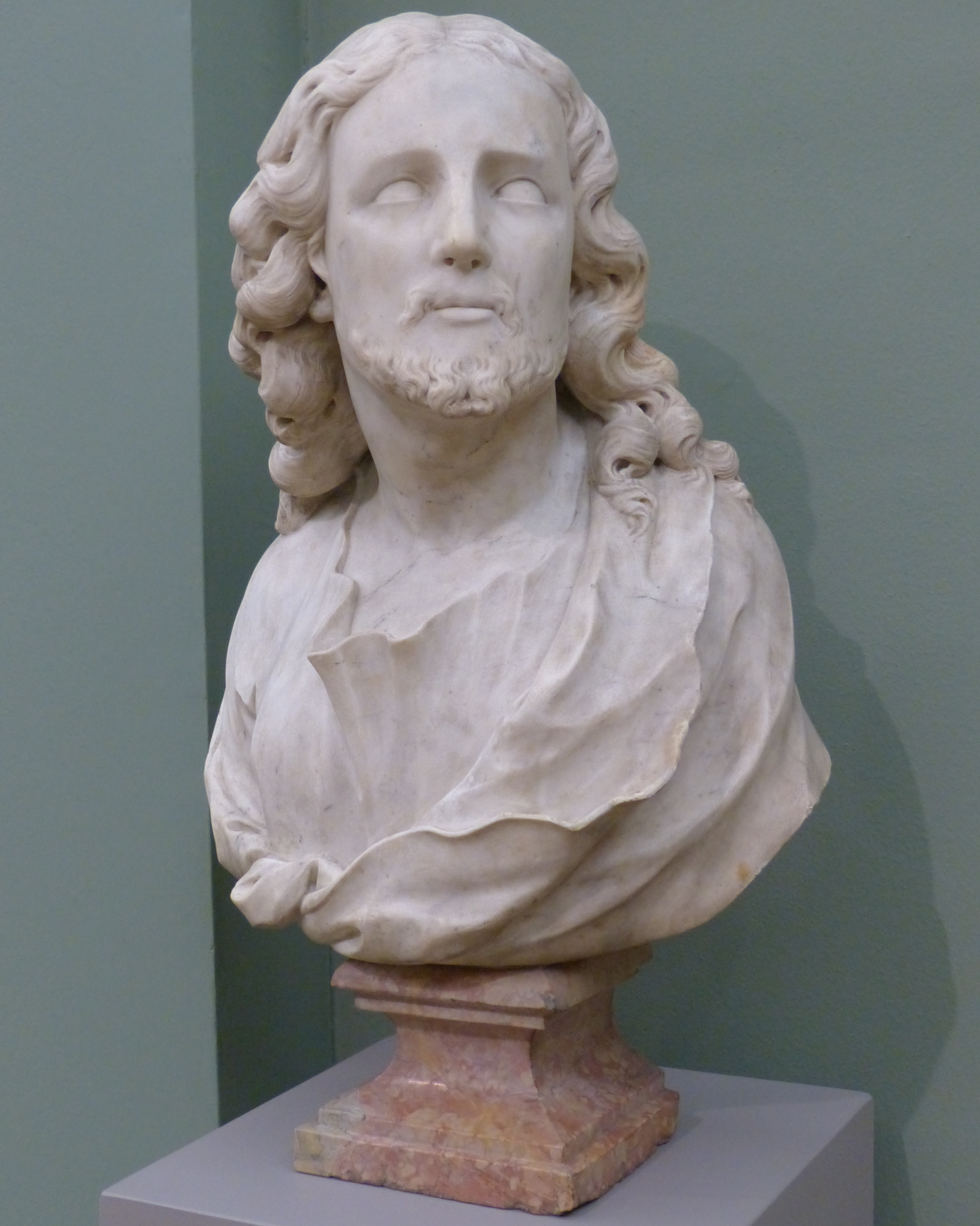
Pierre Puget, Salvator Mundi

### Kunstobjekte
Das Museum bewahrt zwei wertvolle Kunstobjekte: Ein römisches Mosaik aus der zweiten Hälfte des 2. Jahrhunderts, das die Hochzeit des Admetos zeigt. Außerdem eine bunt glasierte Terrakotta von Andrea della Robbia, die Maria mit dem Kind und zwei Engeln darstellt, genannt Madonna Foulc.

#### Das römische Mosaik
Dieses Mosaik ist das größte und schönste, das in Nimes gefunden wurde. Es wurde in einem bemerkenswert guten Zustand bei der Konstruktion der Markthallen der Stadt 1883 entdeckt, da es 1,8 m unter der Erde vergraben war. Die Maße sind 8,8 m Länge und 5,94 m Breite.
Die zentrale Fläche zeigt eine Szene der griechischen Mythologie, in der Admetos König von Pherai, Pelias, König von Iolkos, um die Hand seiner Tochter Alkeste bittet. Der Legende nach sollte Admetos, damit seine Bitte erfüllt wird, eine Prüfung bestehen. Er sollte einen Löwen und ein Wildschwein einspannen und dieses Gespann bezwingen. Admetos bekam für seine Unternehmung Unterstützung von Apollon. Dieser wiederum war von Zeus dafür bestraft worden, die Zyklopen getötet zu haben, und ihm wurde auferlegt, Admetos für die Dauer eines Jahres zu helfen. Er half ihm, die zwei wilden Bestien zu besänftigen. Das Bild in der Mitte zeigt Admetos, wie er die Tiere an der Leine hält und zu Alkeste kommt, die neben ihrem Vater steht. Rund um die Szene sind 15 quadratische Pannels mit geometrischen Formen angeordnet. Die obere Kante des Mosaiks ist mit einem Fries aus Akanthusranken, einem Leoparden, einem Löwen und einem Vogel geschmückt.
Seinen zentralen Platz im Kunstmuseum hat das Mosaik seit 1907, was die große Verbundenheit der Stadtbewohner mit ihrem römischen Erbe zeigt.

#### Glasierte Terrakotta
Edmond Foulc, reicher Industrieller aus Nimes, trug Ende des 19. Jahrhunderts eine Kunstsammlung aus der Zeit des Mittelalters und der Renaissance zusammen. Kurz vor seinem Tod 1916 vermachte er der Stadt Nimes einige Stücke seiner Sammlung, darunter auch die Jungfrau mit Kind und zwei Engeln aus bunt glasierter Terrakotta von Andrea della Robbia. Sie wird seitdem Madonna Foulc genannt. Die Erben von Edmont Foulc verkauften 1928 den Rest der wertvollen Sammlung. Der wichtigste Teil befindet sich in Philadelphia. Das Tondo stammt aus dem Palais Strozzi in Florenz. Es handelt sich dabei um das Referenzmodell des Künstlers, der eine Serie dieses Motivs herausgebracht hatte, von denen es Exemplare in Florenz, London, Washington und New York gibt. Die Madonna Foulc wurde schon bald als die älteste und schönste der Madonnen angesehen.